# فهرست سیارک‌ها (۲۲۳۰۰۱–۲۲۴۰۰۱)
فهرست سیارک‌ها (۲۲۳۰۰۱ - ۲۲۴۰۰۱) فهرست سیارک‌ها از ۲۲۳۰۰۱ تا ۲۲۴۰۰۱ است.
| نام    | نام انگلیسی | تاریخ کشف       |
| ------ | ----------- | --------------- |
| ۲۲۳۰۰۱ | 2002 RQ177  | ۱۳ سپتامبر ۲۰۰۲ |
| ۲۲۳۰۰۲ | 2002 RS178  | ۱۴ سپتامبر ۲۰۰۲ |
| ۲۲۳۰۰۳ | 2002 RS184  | ۱۲ سپتامبر ۲۰۰۲ |
| ۲۲۳۰۰۴ | 2002 RU188  | ۱۳ سپتامبر ۲۰۰۲ |
| ۲۲۳۰۰۵ | 2002 RX188  | ۱۳ سپتامبر ۲۰۰۲ |
| ۲۲۳۰۰۶ | 2002 RA196  | ۱۲ سپتامبر ۲۰۰۲ |
| ۲۲۳۰۰۷ | 2002 RR202  | ۱۳ سپتامبر ۲۰۰۲ |
| ۲۲۳۰۰۸ | 2002 RN210  | ۱۵ سپتامبر ۲۰۰۲ |
| ۲۲۳۰۰۹ | 2002 RH211  | ۱۴ سپتامبر ۲۰۰۲ |
| ۲۲۳۰۱۰ | 2002 RA224  | ۱۳ سپتامبر ۲۰۰۲ |
| ۲۲۳۰۱۱ | 2002 RW234  | ۱۴ سپتامبر ۲۰۰۲ |
| ۲۲۳۰۱۲ | 2002 RS239  | ۱۴ سپتامبر ۲۰۰۲ |
| ۲۲۳۰۱۳ | 2002 RH241  | ۱۴ سپتامبر ۲۰۰۲ |
| ۲۲۳۰۱۴ | 2002 SA3    | ۲۷ سپتامبر ۲۰۰۲ |
| ۲۲۳۰۱۵ | 2002 SK3    | ۲۶ سپتامبر ۲۰۰۲ |
| ۲۲۳۰۱۶ | 2002 SJ6    | ۲۷ سپتامبر ۲۰۰۲ |
| ۲۲۳۰۱۷ | 2002 SW7    | ۲۷ سپتامبر ۲۰۰۲ |
| ۲۲۳۰۱۸ | 2002 SB12   | ۲۷ سپتامبر ۲۰۰۲ |
| ۲۲۳۰۱۹ | 2002 SC22   | ۲۶ سپتامبر ۲۰۰۲ |
| ۲۲۳۰۲۰ | 2002 SD24   | ۲۷ سپتامبر ۲۰۰۲ |
| ۲۲۳۰۲۱ | 2002 SL24   | ۲۸ سپتامبر ۲۰۰۲ |
| ۲۲۳۰۲۲ | 2002 SQ30   | ۲۸ سپتامبر ۲۰۰۲ |
| ۲۲۳۰۲۳ | 2002 SM35   | ۲۹ سپتامبر ۲۰۰۲ |
| ۲۲۳۰۲۴ | 2002 SV41   | ۲۸ سپتامبر ۲۰۰۲ |
| ۲۲۳۰۲۵ | 2002 SS42   | ۲۸ سپتامبر ۲۰۰۲ |
| ۲۲۳۰۲۶ | 2002 SB45   | ۲۹ سپتامبر ۲۰۰۲ |
| ۲۲۳۰۲۷ | 2002 ST51   | ۱۷ سپتامبر ۲۰۰۲ |
| ۲۲۳۰۲۸ | 2002 SL52   | ۱۷ سپتامبر ۲۰۰۲ |
| ۲۲۳۰۲۹ | 2002 SV71   | ۲۸ سپتامبر ۲۰۰۲ |
| ۲۲۳۰۳۰ | 2002 TD1    | ۱ اکتبر ۲۰۰۲    |
| ۲۲۳۰۳۱ | 2002 TF13   | ۱ اکتبر ۲۰۰۲    |
| ۲۲۳۰۳۲ | 2002 TT15   | ۲ اکتبر ۲۰۰۲    |
| ۲۲۳۰۳۳ | 2002 TZ15   | ۲ اکتبر ۲۰۰۲    |
| ۲۲۳۰۳۴ | 2002 TW19   | ۲ اکتبر ۲۰۰۲    |
| ۲۲۳۰۳۵ | 2002 TL25   | ۲ اکتبر ۲۰۰۲    |
| ۲۲۳۰۳۶ | 2002 TU31   | ۲ اکتبر ۲۰۰۲    |
| ۲۲۳۰۳۷ | 2002 TU33   | ۲ اکتبر ۲۰۰۲    |
| ۲۲۳۰۳۸ | 2002 TF35   | ۲ اکتبر ۲۰۰۲    |
| ۲۲۳۰۳۹ | 2002 TG50   | ۲ اکتبر ۲۰۰۲    |
| ۲۲۳۰۴۰ | 2002 TJ50   | ۲ اکتبر ۲۰۰۲    |
| ۲۲۳۰۴۱ | 2002 TR50   | ۲ اکتبر ۲۰۰۲    |
| ۲۲۳۰۴۲ | 2002 TN56   | ۲ اکتبر ۲۰۰۲    |
| ۲۲۳۰۴۳ | 2002 TM71   | ۳ اکتبر ۲۰۰۲    |
| ۲۲۳۰۴۴ | 2002 TP71   | ۳ اکتبر ۲۰۰۲    |
| ۲۲۳۰۴۵ | 2002 TV74   | ۱ اکتبر ۲۰۰۲    |
| ۲۲۳۰۴۶ | 2002 TV76   | ۱ اکتبر ۲۰۰۲    |
| ۲۲۳۰۴۷ | 2002 TQ80   | ۱ اکتبر ۲۰۰۲    |
| ۲۲۳۰۴۸ | 2002 TX81   | ۱ اکتبر ۲۰۰۲    |
| ۲۲۳۰۴۹ | 2002 TC85   | ۲ اکتبر ۲۰۰۲    |
| ۲۲۳۰۵۰ | 2002 TS91   | ۳ اکتبر ۲۰۰۲    |
| ۲۲۳۰۵۱ | 2002 TS95   | ۳ اکتبر ۲۰۰۲    |
| ۲۲۳۰۵۲ | 2002 TR105  | ۴ اکتبر ۲۰۰۲    |
| ۲۲۳۰۵۳ | 2002 TA132  | ۴ اکتبر ۲۰۰۲    |
| ۲۲۳۰۵۴ | 2002 TR134  | ۴ اکتبر ۲۰۰۲    |
| ۲۲۳۰۵۵ | 2002 TZ150  | ۵ اکتبر ۲۰۰۲    |
| ۲۲۳۰۵۶ | 2002 TS182  | ۴ اکتبر ۲۰۰۲    |
| ۲۲۳۰۵۷ | 2002 TD183  | ۴ اکتبر ۲۰۰۲    |
| ۲۲۳۰۵۸ | 2002 TA190  | ۵ اکتبر ۲۰۰۲    |
| ۲۲۳۰۵۹ | 2002 TR198  | ۵ اکتبر ۲۰۰۲    |
| ۲۲۳۰۶۰ | 2002 TN200  | ۴ اکتبر ۲۰۰۲    |
| ۲۲۳۰۶۱ | 2002 TX205  | ۴ اکتبر ۲۰۰۲    |
| ۲۲۳۰۶۲ | 2002 TS207  | ۴ اکتبر ۲۰۰۲    |
| ۲۲۳۰۶۳ | 2002 TX207  | ۴ اکتبر ۲۰۰۲    |
| ۲۲۳۰۶۴ | 2002 TW224  | ۸ اکتبر ۲۰۰۲    |
| ۲۲۳۰۶۵ | 2002 TY228  | ۷ اکتبر ۲۰۰۲    |
| ۲۲۳۰۶۶ | 2002 TJ231  | ۸ اکتبر ۲۰۰۲    |
| ۲۲۳۰۶۷ | 2002 TB239  | ۸ اکتبر ۲۰۰۲    |
| ۲۲۳۰۶۸ | 2002 TO239  | ۹ اکتبر ۲۰۰۲    |
| ۲۲۳۰۶۹ | 2002 TJ240  | ۹ اکتبر ۲۰۰۲    |
| ۲۲۳۰۷۰ | 2002 TV243  | ۹ اکتبر ۲۰۰۲    |
| ۲۲۳۰۷۱ | 2002 TX243  | ۹ اکتبر ۲۰۰۲    |
| ۲۲۳۰۷۲ | 2002 TQ250  | ۷ اکتبر ۲۰۰۲    |
| ۲۲۳۰۷۳ | 2002 TM255  | ۹ اکتبر ۲۰۰۲    |
| ۲۲۳۰۷۴ | 2002 TB256  | ۹ اکتبر ۲۰۰۲    |
| ۲۲۳۰۷۵ | 2002 TZ258  | ۹ اکتبر ۲۰۰۲    |
| ۲۲۳۰۷۶ | 2002 TJ259  | ۹ اکتبر ۲۰۰۲    |
| ۲۲۳۰۷۷ | 2002 TR260  | ۹ اکتبر ۲۰۰۲    |
| ۲۲۳۰۷۸ | 2002 TK262  | ۱۰ اکتبر ۲۰۰۲   |
| ۲۲۳۰۷۹ | 2002 TX269  | ۹ اکتبر ۲۰۰۲    |
| ۲۲۳۰۸۰ | 2002 TT270  | ۹ اکتبر ۲۰۰۲    |
| ۲۲۳۰۸۱ | 2002 TF278  | ۱۰ اکتبر ۲۰۰۲   |
| ۲۲۳۰۸۲ | 2002 TK283  | ۱۰ اکتبر ۲۰۰۲   |
| ۲۲۳۰۸۳ | 2002 TS284  | ۱۰ اکتبر ۲۰۰۲   |
| ۲۲۳۰۸۴ | 2002 TX284  | ۱۰ اکتبر ۲۰۰۲   |
| ۲۲۳۰۸۵ | 2002 TL285  | ۱۰ اکتبر ۲۰۰۲   |
| ۲۲۳۰۸۶ | 2002 TY288  | ۱۰ اکتبر ۲۰۰۲   |
| ۲۲۳۰۸۷ | 2002 TX289  | ۱۰ اکتبر ۲۰۰۲   |
| ۲۲۳۰۸۸ | 2002 TX291  | ۱۰ اکتبر ۲۰۰۲   |
| ۲۲۳۰۸۹ | 2002 TX360  | ۱۰ اکتبر ۲۰۰۲   |
| ۲۲۳۰۹۰ | 2002 TX372  | ۱۵ اکتبر ۲۰۰۲   |
| ۲۲۳۰۹۱ | 2002 TY381  | ۱۱ اکتبر ۲۰۰۲   |
| ۲۲۳۰۹۲ | 2002 UY9    | ۲۸ اکتبر ۲۰۰۲   |
| ۲۲۳۰۹۳ | 2002 UJ11   | ۲۹ اکتبر ۲۰۰۲   |
| ۲۲۳۰۹۴ | 2002 UH17   | ۲۸ اکتبر ۲۰۰۲   |
| ۲۲۳۰۹۵ | 2002 UG19   | ۳۰ اکتبر ۲۰۰۲   |
| ۲۲۳۰۹۶ | 2002 UQ21   | ۳۰ اکتبر ۲۰۰۲   |
| ۲۲۳۰۹۷ | 2002 UV31   | ۳۰ اکتبر ۲۰۰۲   |
| ۲۲۳۰۹۸ | 2002 UF33   | ۳۱ اکتبر ۲۰۰۲   |
| ۲۲۳۰۹۹ | 2002 UO35   | ۳۱ اکتبر ۲۰۰۲   |
| ۲۲۳۱۰۰ | 2002 UU35   | ۳۱ اکتبر ۲۰۰۲   |
| ۲۲۳۱۰۱ | 2002 UX40   | ۳۱ اکتبر ۲۰۰۲   |
| ۲۲۳۱۰۲ | 2002 UP44   | ۳۱ اکتبر ۲۰۰۲   |
| ۲۲۳۱۰۳ | 2002 UT51   | ۲۹ اکتبر ۲۰۰۲   |
| ۲۲۳۱۰۴ | 2002 US66   | ۳۰ اکتبر ۲۰۰۲   |
| ۲۲۳۱۰۵ | 2002 VC5    | ۱ نوامبر ۲۰۰۲   |
| ۲۲۳۱۰۶ | 2002 VC7    | ۱ نوامبر ۲۰۰۲   |
| ۲۲۳۱۰۷ | 2002 VA13   | ۴ نوامبر ۲۰۰۲   |
| ۲۲۳۱۰۸ | 2002 VK13   | ۴ نوامبر ۲۰۰۲   |
| ۲۲۳۱۰۹ | 2002 VW15   | ۵ نوامبر ۲۰۰۲   |
| ۲۲۳۱۱۰ | 2002 VO16   | ۵ نوامبر ۲۰۰۲   |
| ۲۲۳۱۱۱ | 2002 VX21   | ۵ نوامبر ۲۰۰۲   |
| ۲۲۳۱۱۲ | 2002 VP22   | ۵ نوامبر ۲۰۰۲   |
| ۲۲۳۱۱۳ | 2002 VL23   | ۵ نوامبر ۲۰۰۲   |
| ۲۲۳۱۱۴ | 2002 VX29   | ۵ نوامبر ۲۰۰۲   |
| ۲۲۳۱۱۵ | 2002 VE30   | ۵ نوامبر ۲۰۰۲   |
| ۲۲۳۱۱۶ | 2002 VJ30   | ۵ نوامبر ۲۰۰۲   |
| ۲۲۳۱۱۷ | 2002 VS30   | ۵ نوامبر ۲۰۰۲   |
| ۲۲۳۱۱۸ | 2002 VU31   | ۵ نوامبر ۲۰۰۲   |
| ۲۲۳۱۱۹ | 2002 VN32   | ۵ نوامبر ۲۰۰۲   |
| ۲۲۳۱۲۰ | 2002 VZ32   | ۵ نوامبر ۲۰۰۲   |
| ۲۲۳۱۲۱ | 2002 VN33   | ۵ نوامبر ۲۰۰۲   |
| ۲۲۳۱۲۲ | 2002 VP33   | ۵ نوامبر ۲۰۰۲   |
| ۲۲۳۱۲۳ | 2002 VL39   | ۵ نوامبر ۲۰۰۲   |
| ۲۲۳۱۲۴ | 2002 VX45   | ۵ نوامبر ۲۰۰۲   |
| ۲۲۳۱۲۵ | 2002 VE49   | ۵ نوامبر ۲۰۰۲   |
| ۲۲۳۱۲۶ | 2002 VJ57   | ۶ نوامبر ۲۰۰۲   |
| ۲۲۳۱۲۷ | 2002 VT61   | ۵ نوامبر ۲۰۰۲   |
| ۲۲۳۱۲۸ | 2002 VC63   | ۶ نوامبر ۲۰۰۲   |
| ۲۲۳۱۲۹ | 2002 VD67   | ۶ نوامبر ۲۰۰۲   |
| ۲۲۳۱۳۰ | 2002 VC73   | ۷ نوامبر ۲۰۰۲   |
| ۲۲۳۱۳۱ | 2002 VE75   | ۷ نوامبر ۲۰۰۲   |
| ۲۲۳۱۳۲ | 2002 VR76   | ۷ نوامبر ۲۰۰۲   |
| ۲۲۳۱۳۳ | 2002 VB82   | ۷ نوامبر ۲۰۰۲   |
| ۲۲۳۱۳۴ | 2002 VJ86   | ۸ نوامبر ۲۰۰۲   |
| ۲۲۳۱۳۵ | 2002 VN87   | ۸ نوامبر ۲۰۰۲   |
| ۲۲۳۱۳۶ | 2002 VM97   | ۱۲ نوامبر ۲۰۰۲  |
| ۲۲۳۱۳۷ | 2002 VW102  | ۱۲ نوامبر ۲۰۰۲  |
| ۲۲۳۱۳۸ | 2002 VP114  | ۱۳ نوامبر ۲۰۰۲  |
| ۲۲۳۱۳۹ | 2002 VD120  | ۱۲ نوامبر ۲۰۰۲  |
| ۲۲۳۱۴۰ | 2002 VF129  | ۶ نوامبر ۲۰۰۲   |
| ۲۲۳۱۴۱ | 2002 VL131  | ۱ نوامبر ۲۰۰۲   |
| ۲۲۳۱۴۲ | 2002 WZ1    | ۲۳ نوامبر ۲۰۰۲  |
| ۲۲۳۱۴۳ | 2002 WK3    | ۲۴ نوامبر ۲۰۰۲  |
| ۲۲۳۱۴۴ | 2002 WL8    | ۲۴ نوامبر ۲۰۰۲  |
| ۲۲۳۱۴۵ | 2002 WX8    | ۲۷ نوامبر ۲۰۰۲  |
| ۲۲۳۱۴۶ | 2002 WG10   | ۲۴ نوامبر ۲۰۰۲  |
| ۲۲۳۱۴۷ | 2002 WU13   | ۲۸ نوامبر ۲۰۰۲  |
| ۲۲۳۱۴۸ | 2002 WZ22   | ۲۴ نوامبر ۲۰۰۲  |
| ۲۲۳۱۴۹ | 2002 WG26   | ۱۶ نوامبر ۲۰۰۲  |
| ۲۲۳۱۵۰ | 2002 XA1    | ۱ دسامبر ۲۰۰۲   |
| ۲۲۳۱۵۱ | 2002 XP8    | ۲ دسامبر ۲۰۰۲   |
| ۲۲۳۱۵۲ | 2002 XE22   | ۳ دسامبر ۲۰۰۲   |
| ۲۲۳۱۵۳ | 2002 XR27   | ۵ دسامبر ۲۰۰۲   |
| ۲۲۳۱۵۴ | 2002 XS33   | ۵ دسامبر ۲۰۰۲   |
| ۲۲۳۱۵۵ | 2002 XY34   | ۶ دسامبر ۲۰۰۲   |
| ۲۲۳۱۵۶ | 2002 XP35   | ۷ دسامبر ۲۰۰۲   |
| ۲۲۳۱۵۷ | 2002 XF42   | ۶ دسامبر ۲۰۰۲   |
| ۲۲۳۱۵۸ | 2002 XU49   | ۱۰ دسامبر ۲۰۰۲  |
| ۲۲۳۱۵۹ | 2002 XX49   | ۱۰ دسامبر ۲۰۰۲  |
| ۲۲۳۱۶۰ | 2002 XK50   | ۱۰ دسامبر ۲۰۰۲  |
| ۲۲۳۱۶۱ | 2002 XD71   | ۱۰ دسامبر ۲۰۰۲  |
| ۲۲۳۱۶۲ | 2002 XV75   | ۱۱ دسامبر ۲۰۰۲  |
| ۲۲۳۱۶۳ | 2002 XZ85   | ۱۱ دسامبر ۲۰۰۲  |
| ۲۲۳۱۶۴ | 2002 XD86   | ۱۱ دسامبر ۲۰۰۲  |
| ۲۲۳۱۶۵ | 2002 XB87   | ۱۱ دسامبر ۲۰۰۲  |
| ۲۲۳۱۶۶ | 2002 XE101  | ۵ دسامبر ۲۰۰۲   |
| ۲۲۳۱۶۷ | 2002 XT102  | ۵ دسامبر ۲۰۰۲   |
| ۲۲۳۱۶۸ | 2002 XX112  | ۶ دسامبر ۲۰۰۲   |
| ۲۲۳۱۶۹ | 2002 XQ115  | ۱۴ دسامبر ۲۰۰۲  |
| ۲۲۳۱۷۰ | 2002 YP7    | ۳۱ دسامبر ۲۰۰۲  |
| ۲۲۳۱۷۱ | 2002 YU10   | ۳۱ دسامبر ۲۰۰۲  |
| ۲۲۳۱۷۲ | 2002 YN14   | ۳۱ دسامبر ۲۰۰۲  |
| ۲۲۳۱۷۳ | 2002 YG21   | ۳۱ دسامبر ۲۰۰۲  |
| ۲۲۳۱۷۴ | 2002 YF22   | ۳۱ دسامبر ۲۰۰۲  |
| ۲۲۳۱۷۵ | 2002 YP25   | ۳۱ دسامبر ۲۰۰۲  |
| ۲۲۳۱۷۶ | 2002 YC26   | ۳۱ دسامبر ۲۰۰۲  |
| ۲۲۳۱۷۷ | 2002 YE27   | ۳۱ دسامبر ۲۰۰۲  |
| ۲۲۳۱۷۸ | 2003 AA4    | ۳ ژانویه ۲۰۰۳   |
| ۲۲۳۱۷۹ | 2003 AO5    | ۱ ژانویه ۲۰۰۳   |
| ۲۲۳۱۸۰ | 2003 AQ15   | ۴ ژانویه ۲۰۰۳   |
| ۲۲۳۱۸۱ | 2003 AO18   | ۵ ژانویه ۲۰۰۳   |
| ۲۲۳۱۸۲ | 2003 AQ29   | ۴ ژانویه ۲۰۰۳   |
| ۲۲۳۱۸۳ | 2003 AE40   | ۷ ژانویه ۲۰۰۳   |
| ۲۲۳۱۸۴ | 2003 AR44   | ۵ ژانویه ۲۰۰۳   |
| ۲۲۳۱۸۵ | 2003 AR49   | ۵ ژانویه ۲۰۰۳   |
| ۲۲۳۱۸۶ | 2003 AZ49   | ۵ ژانویه ۲۰۰۳   |
| ۲۲۳۱۸۷ | 2003 AK50   | ۵ ژانویه ۲۰۰۳   |
| ۲۲۳۱۸۸ | 2003 AP51   | ۵ ژانویه ۲۰۰۳   |
| ۲۲۳۱۸۹ | 2003 AF52   | ۵ ژانویه ۲۰۰۳   |
| ۲۲۳۱۹۰ | 2003 AP53   | ۵ ژانویه ۲۰۰۳   |
| ۲۲۳۱۹۱ | 2003 AV59   | ۵ ژانویه ۲۰۰۳   |
| ۲۲۳۱۹۲ | 2003 AQ63   | ۸ ژانویه ۲۰۰۳   |
| ۲۲۳۱۹۳ | 2003 AX71   | ۸ ژانویه ۲۰۰۳   |
| ۲۲۳۱۹۴ | 2003 BP4    | ۲۴ ژانویه ۲۰۰۳  |
| ۲۲۳۱۹۵ | 2003 BW8    | ۲۶ ژانویه ۲۰۰۳  |
| ۲۲۳۱۹۶ | 2003 BX19   | ۲۶ ژانویه ۲۰۰۳  |
| ۲۲۳۱۹۷ | 2003 BD20   | ۲۷ ژانویه ۲۰۰۳  |
| ۲۲۳۱۹۸ | 2003 BP20   | ۲۷ ژانویه ۲۰۰۳  |
| ۲۲۳۱۹۹ | 2003 BM29   | ۲۷ ژانویه ۲۰۰۳  |
| ۲۲۳۲۰۰ | 2003 BF30   | ۲۷ ژانویه ۲۰۰۳  |
| ۲۲۳۲۰۱ | 2003 BL30   | ۲۷ ژانویه ۲۰۰۳  |
| ۲۲۳۲۰۲ | 2003 BQ31   | ۲۷ ژانویه ۲۰۰۳  |
| ۲۲۳۲۰۳ | 2003 BH35   | ۲۷ ژانویه ۲۰۰۳  |
| ۲۲۳۲۰۴ | 2003 BX38   | ۲۷ ژانویه ۲۰۰۳  |
| ۲۲۳۲۰۵ | 2003 BK39   | ۲۷ ژانویه ۲۰۰۳  |
| ۲۲۳۲۰۶ | 2003 BS44   | ۲۷ ژانویه ۲۰۰۳  |
| ۲۲۳۲۰۷ | 2003 BY47   | ۳۰ ژانویه ۲۰۰۳  |
| ۲۲۳۲۰۸ | 2003 BQ48   | ۲۶ ژانویه ۲۰۰۳  |
| ۲۲۳۲۰۹ | 2003 BL49   | ۲۷ ژانویه ۲۰۰۳  |
| ۲۲۳۲۱۰ | 2003 BW51   | ۲۷ ژانویه ۲۰۰۳  |
| ۲۲۳۲۱۱ | 2003 BE57   | ۲۷ ژانویه ۲۰۰۳  |
| ۲۲۳۲۱۲ | 2003 BY58   | ۲۷ ژانویه ۲۰۰۳  |
| ۲۲۳۲۱۳ | 2003 BT62   | ۲۸ ژانویه ۲۰۰۳  |
| ۲۲۳۲۱۴ | 2003 BX65   | ۳۰ ژانویه ۲۰۰۳  |
| ۲۲۳۲۱۵ | 2003 BR76   | ۲۹ ژانویه ۲۰۰۳  |
| ۲۲۳۲۱۶ | 2003 BM81   | ۳۱ ژانویه ۲۰۰۳  |
| ۲۲۳۲۱۷ | 2003 BO83   | ۳۱ ژانویه ۲۰۰۳  |
| ۲۲۳۲۱۸ | 2003 CK7    | ۱ فوریه ۲۰۰۳    |
| ۲۲۳۲۱۹ | 2003 CH9    | ۲ فوریه ۲۰۰۳    |
| ۲۲۳۲۲۰ | 2003 CW18   | ۶ فوریه ۲۰۰۳    |
| ۲۲۳۲۲۱ | 2003 CF25   | ۳ فوریه ۲۰۰۳    |
| ۲۲۳۲۲۱ | 2003 DY     | ۲۱ فوریه ۲۰۰۳   |
| ۲۲۳۲۲۳ | 2003 DY5    | ۲۱ فوریه ۲۰۰۳   |
| ۲۲۳۲۲۴ | 2003 DN7    | ۲۱ فوریه ۲۰۰۳   |
| ۲۲۳۲۲۵ | 2003 DW7    | ۲۵ فوریه ۲۰۰۳   |
| ۲۲۳۲۲۶ | 2003 DW13   | ۲۶ فوریه ۲۰۰۳   |
| ۲۲۳۲۲۷ | 2003 DP14   | ۲۴ فوریه ۲۰۰۳   |
| ۲۲۳۲۲۸ | 2003 DV16   | ۲۱ فوریه ۲۰۰۳   |
| ۲۲۳۲۲۹ | 2003 DE18   | ۱۹ فوریه ۲۰۰۳   |
| ۲۲۳۲۳۰ | 2003 DH21   | ۲۳ فوریه ۲۰۰۳   |
| ۲۲۳۲۳۱ | 2003 DT21   | ۲۸ فوریه ۲۰۰۳   |
| ۲۲۳۲۳۲ | 2003 DA24   | ۲۲ فوریه ۲۰۰۳   |
| ۲۲۳۲۳۳ | 2003 ET8    | ۶ مارس ۲۰۰۳     |
| ۲۲۳۲۳۴ | 2003 EC9    | ۶ مارس ۲۰۰۳     |
| ۲۲۳۲۳۵ | 2003 EY22   | ۶ مارس ۲۰۰۳     |
| ۲۲۳۲۳۶ | 2003 EG32   | ۷ مارس ۲۰۰۳     |
| ۲۲۳۲۳۷ | 2003 EJ34   | ۷ مارس ۲۰۰۳     |
| ۲۲۳۲۳۸ | 2003 EY42   | ۱۰ مارس ۲۰۰۳    |
| ۲۲۳۲۳۹ | 2003 EZ46   | ۸ مارس ۲۰۰۳     |
| ۲۲۳۲۴۰ | 2003 EY52   | ۸ مارس ۲۰۰۳     |
| ۲۲۳۲۴۱ | 2003 FE4    | ۲۶ مارس ۲۰۰۳    |
| ۲۲۳۲۴۲ | 2003 FS14   | ۲۳ مارس ۲۰۰۳    |
| ۲۲۳۲۴۳ | 2003 FN18   | ۲۴ مارس ۲۰۰۳    |
| ۲۲۳۲۴۴ | 2003 FO28   | ۲۴ مارس ۲۰۰۳    |
| ۲۲۳۲۴۵ | 2003 FR32   | ۲۳ مارس ۲۰۰۳    |
| ۲۲۳۲۴۶ | 2003 FQ36   | ۲۳ مارس ۲۰۰۳    |
| ۲۲۳۲۴۷ | 2003 FR51   | ۲۵ مارس ۲۰۰۳    |
| ۲۲۳۲۴۸ | 2003 FB59   | ۲۶ مارس ۲۰۰۳    |
| ۲۲۳۲۴۹ | 2003 FF59   | ۲۶ مارس ۲۰۰۳    |
| ۲۲۳۲۵۰ | 2003 FJ67   | ۲۶ مارس ۲۰۰۳    |
| ۲۲۳۲۵۱ | 2003 FB70   | ۲۶ مارس ۲۰۰۳    |
| ۲۲۳۲۵۲ | 2003 FQ72   | ۲۶ مارس ۲۰۰۳    |
| ۲۲۳۲۵۳ | 2003 FJ79   | ۲۷ مارس ۲۰۰۳    |
| ۲۲۳۲۵۴ | 2003 FZ79   | ۲۷ مارس ۲۰۰۳    |
| ۲۲۳۲۵۵ | 2003 FR81   | ۲۷ مارس ۲۰۰۳    |
| ۲۲۳۲۵۶ | 2003 FL85   | ۲۸ مارس ۲۰۰۳    |
| ۲۲۳۲۵۷ | 2003 FN85   | ۲۸ مارس ۲۰۰۳    |
| ۲۲۳۲۵۸ | 2003 FO93   | ۲۹ مارس ۲۰۰۳    |
| ۲۲۳۲۵۹ | 2003 FP95   | ۳۰ مارس ۲۰۰۳    |
| ۲۲۳۲۶۰ | 2003 FW100  | ۳۱ مارس ۲۰۰۳    |
| ۲۲۳۲۶۱ | 2003 FP104  | ۲۵ مارس ۲۰۰۳    |
| ۲۲۳۲۶۲ | 2003 FK114  | ۳۱ مارس ۲۰۰۳    |
| ۲۲۳۲۶۳ | 2003 FR124  | ۳۰ مارس ۲۰۰۳    |
| ۲۲۳۲۶۴ | 2003 FG131  | ۲۴ مارس ۲۰۰۳    |
| ۲۲۳۲۶۵ | 2003 GX1    | ۲ آوریل ۲۰۰۳    |
| ۲۲۳۲۶۶ | 2003 GO10   | ۳ آوریل ۲۰۰۳    |
| ۲۲۳۲۶۷ | 2003 GH13   | ۳ آوریل ۲۰۰۳    |
| ۲۲۳۲۶۸ | 2003 GZ21   | ۷ آوریل ۲۰۰۳    |
| ۲۲۳۲۶۹ | 2003 GB22   | ۶ آوریل ۲۰۰۳    |
| ۲۲۳۲۷۰ | 2003 GL27   | ۷ آوریل ۲۰۰۳    |
| ۲۲۳۲۷۱ | 2003 GY32   | ۱ آوریل ۲۰۰۳    |
| ۲۲۳۲۷۲ | 2003 GC33   | ۱ آوریل ۲۰۰۳    |
| ۲۲۳۲۷۳ | 2003 GJ35   | ۷ آوریل ۲۰۰۳    |
| ۲۲۳۲۷۴ | 2003 GP35   | ۹ آوریل ۲۰۰۳    |
| ۲۲۳۲۷۵ | 2003 GH41   | ۹ آوریل ۲۰۰۳    |
| ۲۲۳۲۷۶ | 2003 GG46   | ۸ آوریل ۲۰۰۳    |
| ۲۲۳۲۷۷ | 2003 GJ50   | ۴ آوریل ۲۰۰۳    |
| ۲۲۳۲۷۸ | 2003 GR53   | ۱ آوریل ۲۰۰۳    |
| ۲۲۳۲۷۹ | 2003 HS3    | ۲۴ آوریل ۲۰۰۳   |
| ۲۲۳۲۸۰ | 2003 HH9    | ۲۴ آوریل ۲۰۰۳   |
| ۲۲۳۲۸۱ | 2003 HM10   | ۲۵ آوریل ۲۰۰۳   |
| ۲۲۳۲۸۲ | 2003 HL17   | ۲۵ آوریل ۲۰۰۳   |
| ۲۲۳۲۸۳ | 2003 HG19   | ۲۶ آوریل ۲۰۰۳   |
| ۲۲۳۲۸۴ | 2003 HF20   | ۲۶ آوریل ۲۰۰۳   |
| ۲۲۳۲۸۵ | 2003 HF32   | ۲۸ آوریل ۲۰۰۳   |
| ۲۲۳۲۸۶ | 2003 HW32   | ۲۹ آوریل ۲۰۰۳   |
| ۲۲۳۲۸۷ | 2003 HW35   | ۲۷ آوریل ۲۰۰۳   |
| ۲۲۳۲۸۸ | 2003 HY45   | ۲۷ آوریل ۲۰۰۳   |
| ۲۲۳۲۸۹ | 2003 HH46   | ۲۸ آوریل ۲۰۰۳   |
| ۲۲۳۲۹۰ | 2003 HR47   | ۲۹ آوریل ۲۰۰۳   |
| ۲۲۳۲۹۱ | 2003 HN49   | ۳۰ آوریل ۲۰۰۳   |
| ۲۲۳۲۹۲ | 2003 HM52   | ۲۹ آوریل ۲۰۰۳   |
| ۲۲۳۲۹۳ | 2003 HM54   | ۲۴ آوریل ۲۰۰۳   |
| ۲۲۳۲۹۴ | 2003 HO55   | ۲۷ آوریل ۲۰۰۳   |
| ۲۲۳۲۹۵ | 2003 JS3    | ۲ مه ۲۰۰۳       |
| ۲۲۳۲۹۶ | 2003 JD6    | ۱ مه ۲۰۰۳       |
| ۲۲۳۲۹۷ | 2003 JP13   | ۵ مه ۲۰۰۳       |
| ۲۲۳۲۹۸ | 2003 JE18   | ۱ مه ۲۰۰۳       |
| ۲۲۳۲۹۹ | 2003 KL13   | ۲۷ مه ۲۰۰۳      |
| ۲۲۳۳۰۰ | 2003 KJ14   | ۲۵ مه ۲۰۰۳      |
| ۲۲۳۳۰۱ | 2003 NA3    | ۲ ژوئیه ۲۰۰۳    |
| ۲۲۳۳۰۲ | 2003 NH3    | ۴ ژوئیه ۲۰۰۳    |
| ۲۲۳۳۰۳ | 2003 NP3    | ۳ ژوئیه ۲۰۰۳    |
| ۲۲۳۳۰۴ | 2003 NF4    | ۳ ژوئیه ۲۰۰۳    |
| ۲۲۳۳۰۵ | 2003 NL6    | ۷ ژوئیه ۲۰۰۳    |
| ۲۲۳۳۰۶ | 2003 OV6    | ۲۲ ژوئیه ۲۰۰۳   |
| ۲۲۳۳۰۷ | 2003 OH12   | ۲۲ ژوئیه ۲۰۰۳   |
| ۲۲۳۳۰۸ | 2003 OK14   | ۲۱ ژوئیه ۲۰۰۳   |
| ۲۲۳۳۰۹ | 2003 OP15   | ۲۳ ژوئیه ۲۰۰۳   |
| ۲۲۳۳۱۰ | 2003 OK17   | ۲۹ ژوئیه ۲۰۰۳   |
| ۲۲۳۳۱۱ | 2003 OU27   | ۲۴ ژوئیه ۲۰۰۳   |
| ۲۲۳۳۱۲ | 2003 PM2    | ۲ اوت ۲۰۰۳      |
| ۲۲۳۳۱۳ | 2003 PS5    | ۱ اوت ۲۰۰۳      |
| ۲۲۳۳۱۴ | 2003 PX7    | ۲ اوت ۲۰۰۳      |
| ۲۲۳۳۱۵ | 2003 QX4    | ۲۰ اوت ۲۰۰۳     |
| ۲۲۳۳۱۶ | 2003 QF5    | ۲۱ اوت ۲۰۰۳     |
| ۲۲۳۳۱۷ | 2003 QM10   | ۲۱ اوت ۲۰۰۳     |
| ۲۲۳۳۱۸ | 2003 QT12   | ۲۲ اوت ۲۰۰۳     |
| ۲۲۳۳۱۹ | 2003 QN18   | ۲۲ اوت ۲۰۰۳     |
| ۲۲۳۳۲۰ | 2003 QR25   | ۲۲ اوت ۲۰۰۳     |
| ۲۲۳۳۲۱ | 2003 QB28   | ۲۰ اوت ۲۰۰۳     |
| ۲۲۳۳۲۲ | 2003 QJ34   | ۲۲ اوت ۲۰۰۳     |
| ۲۲۳۳۲۳ | 2003 QG44   | ۲۲ اوت ۲۰۰۳     |
| ۲۲۳۳۲۴ | 2003 QG46   | ۲۳ اوت ۲۰۰۳     |
| ۲۲۳۳۲۵ | 2003 QZ47   | ۲۰ اوت ۲۰۰۳     |
| ۲۲۳۳۲۶ | 2003 QV49   | ۲۲ اوت ۲۰۰۳     |
| ۲۲۳۳۲۷ | 2003 QN53   | ۲۳ اوت ۲۰۰۳     |
| ۲۲۳۳۲۸ | 2003 QX55   | ۲۳ اوت ۲۰۰۳     |
| ۲۲۳۳۲۹ | 2003 QP59   | ۲۳ اوت ۲۰۰۳     |
| ۲۲۳۳۳۰ | 2003 QL60   | ۲۳ اوت ۲۰۰۳     |
| ۲۲۳۳۳۱ | 2003 QV65   | ۲۵ اوت ۲۰۰۳     |
| ۲۲۳۳۳۲ | 2003 QO68   | ۲۵ اوت ۲۰۰۳     |
| ۲۲۳۳۳۳ | 2003 QY70   | ۲۳ اوت ۲۰۰۳     |
| ۲۲۳۳۳۴ | 2003 QU73   | ۲۶ اوت ۲۰۰۳     |
| ۲۲۳۳۳۵ | 2003 QN74   | ۲۴ اوت ۲۰۰۳     |
| ۲۲۳۳۳۶ | 2003 QP74   | ۲۴ اوت ۲۰۰۳     |
| ۲۲۳۳۳۷ | 2003 QS74   | ۲۴ اوت ۲۰۰۳     |
| ۲۲۳۳۳۸ | 2003 QK76   | ۲۴ اوت ۲۰۰۳     |
| ۲۲۳۳۳۹ | 2003 QC89   | ۲۶ اوت ۲۰۰۳     |
| ۲۲۳۳۴۰ | 2003 QT93   | ۲۸ اوت ۲۰۰۳     |
| ۲۲۳۳۴۱ | 2003 QZ93   | ۲۸ اوت ۲۰۰۳     |
| ۲۲۳۳۴۲ | 2003 QS96   | ۳۰ اوت ۲۰۰۳     |
| ۲۲۳۳۴۳ | 2003 QH100  | ۲۸ اوت ۲۰۰۳     |
| ۲۲۳۳۴۴ | 2003 QJ106  | ۳۱ اوت ۲۰۰۳     |
| ۲۲۳۳۴۵ | 2003 QP107  | ۳۱ اوت ۲۰۰۳     |
| ۲۲۳۳۴۶ | 2003 QX112  | ۲۷ اوت ۲۰۰۳     |
| ۲۲۳۳۴۷ | 2003 QC113  | ۳۱ اوت ۲۰۰۳     |
| ۲۲۳۳۴۸ | 2003 RH9    | ۳ سپتامبر ۲۰۰۳  |
| ۲۲۳۳۴۹ | 2003 RP11   | ۱۵ سپتامبر ۲۰۰۳ |
| ۲۲۳۳۵۰ | 2003 RN15   | ۱۵ سپتامبر ۲۰۰۳ |
| ۲۲۳۳۵۱ | 2003 RQ17   | ۱۵ سپتامبر ۲۰۰۳ |
| ۲۲۳۳۵۲ | 2003 RS17   | ۱۵ سپتامبر ۲۰۰۳ |
| ۲۲۳۳۵۳ | 2003 RT19   | ۱۵ سپتامبر ۲۰۰۳ |
| ۲۲۳۳۵۴ | 2003 RO21   | ۱۳ سپتامبر ۲۰۰۳ |
| ۲۲۳۳۵۵ | 2003 RV21   | ۱۳ سپتامبر ۲۰۰۳ |
| ۲۲۳۳۵۶ | 2003 RP23   | ۱۴ سپتامبر ۲۰۰۳ |
| ۲۲۳۳۵۷ | 2003 RW25   | ۱۵ سپتامبر ۲۰۰۳ |
| ۲۲۳۳۵۷ | 2003 SJ     | ۱۶ سپتامبر ۲۰۰۳ |
| ۲۲۳۳۵۹ | 2003 SE3    | ۱۶ سپتامبر ۲۰۰۳ |
| ۲۲۳۳۶۰ | 2003 SV4    | ۱۶ سپتامبر ۲۰۰۳ |
| ۲۲۳۳۶۱ | 2003 SX6    | ۱۷ سپتامبر ۲۰۰۳ |
| ۲۲۳۳۶۲ | 2003 SJ7    | ۱۶ سپتامبر ۲۰۰۳ |
| ۲۲۳۳۶۳ | 2003 SL8    | ۱۶ سپتامبر ۲۰۰۳ |
| ۲۲۳۳۶۴ | 2003 SG17   | ۱۸ سپتامبر ۲۰۰۳ |
| ۲۲۳۳۶۵ | 2003 SC20   | ۱۶ سپتامبر ۲۰۰۳ |
| ۲۲۳۳۶۶ | 2003 SF22   | ۱۶ سپتامبر ۲۰۰۳ |
| ۲۲۳۳۶۷ | 2003 SK27   | ۱۸ سپتامبر ۲۰۰۳ |
| ۲۲۳۳۶۸ | 2003 SP32   | ۱۶ سپتامبر ۲۰۰۳ |
| ۲۲۳۳۶۹ | 2003 SO39   | ۱۶ سپتامبر ۲۰۰۳ |
| ۲۲۳۳۷۰ | 2003 SJ43   | ۱۶ سپتامبر ۲۰۰۳ |
| ۲۲۳۳۷۱ | 2003 SN45   | ۱۶ سپتامبر ۲۰۰۳ |
| ۲۲۳۳۷۲ | 2003 SS52   | ۱۹ سپتامبر ۲۰۰۳ |
| ۲۲۳۳۷۳ | 2003 SD54   | ۱۶ سپتامبر ۲۰۰۳ |
| ۲۲۳۳۷۴ | 2003 SK54   | ۱۶ سپتامبر ۲۰۰۳ |
| ۲۲۳۳۷۵ | 2003 SA55   | ۱۶ سپتامبر ۲۰۰۳ |
| ۲۲۳۳۷۶ | 2003 SL55   | ۱۶ سپتامبر ۲۰۰۳ |
| ۲۲۳۳۷۷ | 2003 SB57   | ۱۶ سپتامبر ۲۰۰۳ |
| ۲۲۳۳۷۸ | 2003 SR58   | ۱۷ سپتامبر ۲۰۰۳ |
| ۲۲۳۳۷۹ | 2003 SV58   | ۱۷ سپتامبر ۲۰۰۳ |
| ۲۲۳۳۸۰ | 2003 SL60   | ۱۷ سپتامبر ۲۰۰۳ |
| ۲۲۳۳۸۱ | 2003 SO62   | ۱۷ سپتامبر ۲۰۰۳ |
| ۲۲۳۳۸۲ | 2003 SE65   | ۱۸ سپتامبر ۲۰۰۳ |
| ۲۲۳۳۸۳ | 2003 SP70   | ۱۷ سپتامبر ۲۰۰۳ |
| ۲۲۳۳۸۴ | 2003 SJ72   | ۱۸ سپتامبر ۲۰۰۳ |
| ۲۲۳۳۸۵ | 2003 SV73   | ۱۸ سپتامبر ۲۰۰۳ |
| ۲۲۳۳۸۶ | 2003 SP77   | ۱۹ سپتامبر ۲۰۰۳ |
| ۲۲۳۳۸۷ | 2003 SG85   | ۱۶ سپتامبر ۲۰۰۳ |
| ۲۲۳۳۸۸ | 2003 SV85   | ۱۶ سپتامبر ۲۰۰۳ |
| ۲۲۳۳۸۹ | 2003 SG88   | ۱۸ سپتامبر ۲۰۰۳ |
| ۲۲۳۳۹۰ | 2003 SA91   | ۱۸ سپتامبر ۲۰۰۳ |
| ۲۲۳۳۹۱ | 2003 SB92   | ۱۸ سپتامبر ۲۰۰۳ |
| ۲۲۳۳۹۲ | 2003 SU94   | ۱۹ سپتامبر ۲۰۰۳ |
| ۲۲۳۳۹۳ | 2003 SD106  | ۲۰ سپتامبر ۲۰۰۳ |
| ۲۲۳۳۹۴ | 2003 SM106  | ۲۰ سپتامبر ۲۰۰۳ |
| ۲۲۳۳۹۵ | 2003 SW115  | ۱۶ سپتامبر ۲۰۰۳ |
| ۲۲۳۳۹۶ | 2003 SB117  | ۱۶ سپتامبر ۲۰۰۳ |
| ۲۲۳۳۹۷ | 2003 SE118  | ۱۶ سپتامبر ۲۰۰۳ |
| ۲۲۳۳۹۸ | 2003 SO121  | ۱۷ سپتامبر ۲۰۰۳ |
| ۲۲۳۳۹۹ | 2003 SQ121  | ۱۷ سپتامبر ۲۰۰۳ |
| ۲۲۳۴۰۰ | 2003 SS123  | ۱۸ سپتامبر ۲۰۰۳ |
| ۲۲۳۴۰۱ | 2003 SF125  | ۱۹ سپتامبر ۲۰۰۳ |
| ۲۲۳۴۰۲ | 2003 SN130  | ۲۰ سپتامبر ۲۰۰۳ |
| ۲۲۳۴۰۳ | 2003 SU143  | ۲۱ سپتامبر ۲۰۰۳ |
| ۲۲۳۴۰۴ | 2003 SU148  | ۱۶ سپتامبر ۲۰۰۳ |
| ۲۲۳۴۰۵ | 2003 SK155  | ۱۹ سپتامبر ۲۰۰۳ |
| ۲۲۳۴۰۶ | 2003 SY157  | ۲۰ سپتامبر ۲۰۰۳ |
| ۲۲۳۴۰۷ | 2003 SF160  | ۲۱ سپتامبر ۲۰۰۳ |
| ۲۲۳۴۰۸ | 2003 SS160  | ۱۶ سپتامبر ۲۰۰۳ |
| ۲۲۳۴۰۹ | 2003 SV169  | ۲۳ سپتامبر ۲۰۰۳ |
| ۲۲۳۴۱۰ | 2003 SK177  | ۱۸ سپتامبر ۲۰۰۳ |
| ۲۲۳۴۱۱ | 2003 SL182  | ۲۰ سپتامبر ۲۰۰۳ |
| ۲۲۳۴۱۲ | 2003 SK183  | ۲۱ سپتامبر ۲۰۰۳ |
| ۲۲۳۴۱۳ | 2003 SP184  | ۲۱ سپتامبر ۲۰۰۳ |
| ۲۲۳۴۱۴ | 2003 SV184  | ۲۱ سپتامبر ۲۰۰۳ |
| ۲۲۳۴۱۵ | 2003 SF197  | ۲۱ سپتامبر ۲۰۰۳ |
| ۲۲۳۴۱۶ | 2003 SL203  | ۲۲ سپتامبر ۲۰۰۳ |
| ۲۲۳۴۱۷ | 2003 SB206  | ۲۳ سپتامبر ۲۰۰۳ |
| ۲۲۳۴۱۸ | 2003 SW210  | ۲۳ سپتامبر ۲۰۰۳ |
| ۲۲۳۴۱۹ | 2003 SE212  | ۲۵ سپتامبر ۲۰۰۳ |
| ۲۲۳۴۲۰ | 2003 SH213  | ۲۶ سپتامبر ۲۰۰۳ |
| ۲۲۳۴۲۱ | 2003 SJ218  | ۲۸ سپتامبر ۲۰۰۳ |
| ۲۲۳۴۲۲ | 2003 SZ231  | ۲۴ سپتامبر ۲۰۰۳ |
| ۲۲۳۴۲۳ | 2003 SD246  | ۲۶ سپتامبر ۲۰۰۳ |
| ۲۲۳۴۲۴ | 2003 SY250  | ۲۶ سپتامبر ۲۰۰۳ |
| ۲۲۳۴۲۵ | 2003 SJ253  | ۲۷ سپتامبر ۲۰۰۳ |
| ۲۲۳۴۲۶ | 2003 SJ257  | ۲۸ سپتامبر ۲۰۰۳ |
| ۲۲۳۴۲۷ | 2003 SK257  | ۲۸ سپتامبر ۲۰۰۳ |
| ۲۲۳۴۲۸ | 2003 SC260  | ۲۹ سپتامبر ۲۰۰۳ |
| ۲۲۳۴۲۹ | 2003 SO260  | ۲۷ سپتامبر ۲۰۰۳ |
| ۲۲۳۴۳۰ | 2003 SV265  | ۲۹ سپتامبر ۲۰۰۳ |
| ۲۲۳۴۳۱ | 2003 SB274  | ۲۸ سپتامبر ۲۰۰۳ |
| ۲۲۳۴۳۲ | 2003 SA277  | ۳۰ سپتامبر ۲۰۰۳ |
| ۲۲۳۴۳۳ | 2003 SN277  | ۳۰ سپتامبر ۲۰۰۳ |
| ۲۲۳۴۳۴ | 2003 SQ279  | ۱۷ سپتامبر ۲۰۰۳ |
| ۲۲۳۴۳۵ | 2003 SO281  | ۱۹ سپتامبر ۲۰۰۳ |
| ۲۲۳۴۳۶ | 2003 SD283  | ۲۰ سپتامبر ۲۰۰۳ |
| ۲۲۳۴۳۷ | 2003 SX283  | ۲۰ سپتامبر ۲۰۰۳ |
| ۲۲۳۴۳۸ | 2003 SD285  | ۲۰ سپتامبر ۲۰۰۳ |
| ۲۲۳۴۳۹ | 2003 SU285  | ۲۰ سپتامبر ۲۰۰۳ |
| ۲۲۳۴۴۰ | 2003 SF293  | ۲۷ سپتامبر ۲۰۰۳ |
| ۲۲۳۴۴۱ | 2003 SP295  | ۲۹ سپتامبر ۲۰۰۳ |
| ۲۲۳۴۴۲ | 2003 SH297  | ۱۸ سپتامبر ۲۰۰۳ |
| ۲۲۳۴۴۳ | 2003 ST299  | ۱۶ سپتامبر ۲۰۰۳ |
| ۲۲۳۴۴۴ | 2003 SH308  | ۲۸ سپتامبر ۲۰۰۳ |
| ۲۲۳۴۴۵ | 2003 SF309  | ۲۷ سپتامبر ۲۰۰۳ |
| ۲۲۳۴۴۶ | 2003 SW311  | ۲۹ سپتامبر ۲۰۰۳ |
| ۲۲۳۴۴۷ | 2003 SU330  | ۲۶ سپتامبر ۲۰۰۳ |
| ۲۲۳۴۴۸ | 2003 SQ341  | ۱۷ سپتامبر ۲۰۰۳ |
| ۲۲۳۴۴۹ | 2003 TU12   | ۱۵ اکتبر ۲۰۰۳   |
| ۲۲۳۴۵۰ | 2003 TD15   | ۱۵ اکتبر ۲۰۰۳   |
| ۲۲۳۴۵۱ | 2003 TP19   | ۱۵ اکتبر ۲۰۰۳   |
| ۲۲۳۴۵۲ | 2003 TK21   | ۱۵ اکتبر ۲۰۰۳   |
| ۲۲۳۴۵۳ | 2003 TJ33   | ۱ اکتبر ۲۰۰۳    |
| ۲۲۳۴۵۳ | 2003 UW     | ۱۶ اکتبر ۲۰۰۳   |
| ۲۲۳۴۵۵ | 2003 UT7    | ۱۸ اکتبر ۲۰۰۳   |
| ۲۲۳۴۵۶ | 2003 UB10   | ۲۰ اکتبر ۲۰۰۳   |
| ۲۲۳۴۵۷ | 2003 UD43   | ۱۷ اکتبر ۲۰۰۳   |
| ۲۲۳۴۵۸ | 2003 UB54   | ۱۸ اکتبر ۲۰۰۳   |
| ۲۲۳۴۵۹ | 2003 UG65   | ۱۶ اکتبر ۲۰۰۳   |
| ۲۲۳۴۶۰ | 2003 UD81   | ۱۶ اکتبر ۲۰۰۳   |
| ۲۲۳۴۶۱ | 2003 UU93   | ۱۸ اکتبر ۲۰۰۳   |
| ۲۲۳۴۶۲ | 2003 UK96   | ۱۸ اکتبر ۲۰۰۳   |
| ۲۲۳۴۶۳ | 2003 UU96   | ۱۹ اکتبر ۲۰۰۳   |
| ۲۲۳۴۶۴ | 2003 UY101  | ۲۰ اکتبر ۲۰۰۳   |
| ۲۲۳۴۶۵ | 2003 UL110  | ۱۹ اکتبر ۲۰۰۳   |
| ۲۲۳۴۶۶ | 2003 UE133  | ۲۰ اکتبر ۲۰۰۳   |
| ۲۲۳۴۶۷ | 2003 UR137  | ۲۱ اکتبر ۲۰۰۳   |
| ۲۲۳۴۶۸ | 2003 UH153  | ۲۱ اکتبر ۲۰۰۳   |
| ۲۲۳۴۶۹ | 2003 UB208  | ۲۲ اکتبر ۲۰۰۳   |
| ۲۲۳۴۷۰ | 2003 UM241  | ۲۴ اکتبر ۲۰۰۳   |
| ۲۲۳۴۷۱ | 2003 UA251  | ۲۵ اکتبر ۲۰۰۳   |
| ۲۲۳۴۷۲ | 2003 UW270  | ۱۷ اکتبر ۲۰۰۳   |
| ۲۲۳۴۷۳ | 2003 UT277  | ۲۵ اکتبر ۲۰۰۳   |
| ۲۲۳۴۷۴ | 2003 UF375  | ۲۲ اکتبر ۲۰۰۳   |
| ۲۲۳۴۷۵ | 2003 VY3    | ۱۴ نوامبر ۲۰۰۳  |
| ۲۲۳۴۷۶ | 2003 WN56   | ۲۰ نوامبر ۲۰۰۳  |
| ۲۲۳۴۷۷ | 2003 WX62   | ۱۹ نوامبر ۲۰۰۳  |
| ۲۲۳۴۷۸ | 2003 WT139  | ۲۱ نوامبر ۲۰۰۳  |
| ۲۲۳۴۷۹ | 2003 WL154  | ۲۶ نوامبر ۲۰۰۳  |
| ۲۲۳۴۸۰ | 2003 XV38   | ۴ دسامبر ۲۰۰۳   |
| ۲۲۳۴۸۱ | 2003 YM27   | ۱۷ دسامبر ۲۰۰۳  |
| ۲۲۳۴۸۲ | 2003 YL32   | ۱۸ دسامبر ۲۰۰۳  |
| ۲۲۳۴۸۳ | 2003 YF36   | ۱۸ دسامبر ۲۰۰۳  |
| ۲۲۳۴۸۴ | 2003 YQ61   | ۱۹ دسامبر ۲۰۰۳  |
| ۲۲۳۴۸۵ | 2003 YE82   | ۱۸ دسامبر ۲۰۰۳  |
| ۲۲۳۴۸۶ | 2003 YM88   | ۱۹ دسامبر ۲۰۰۳  |
| ۲۲۳۴۸۷ | 2003 YT111  | ۲۳ دسامبر ۲۰۰۳  |
| ۲۲۳۴۸۸ | 2003 YN145  | ۲۸ دسامبر ۲۰۰۳  |
| ۲۲۳۴۸۹ | 2003 YV170  | ۱۸ دسامبر ۲۰۰۳  |
| ۲۲۳۴۹۰ | 2003 YN180  | ۲۳ دسامبر ۲۰۰۳  |
| ۲۲۳۴۹۱ | 2004 BY11   | ۱۶ ژانویه ۲۰۰۴  |
| ۲۲۳۴۹۲ | 2004 BV28   | ۱۸ ژانویه ۲۰۰۴  |
| ۲۲۳۴۹۳ | 2004 BH43   | ۲۲ ژانویه ۲۰۰۴  |
| ۲۲۳۴۹۴ | 2004 BT43   | ۲۲ ژانویه ۲۰۰۴  |
| ۲۲۳۴۹۵ | 2004 BV43   | ۲۲ ژانویه ۲۰۰۴  |
| ۲۲۳۴۹۶ | 2004 BS52   | ۲۱ ژانویه ۲۰۰۴  |
| ۲۲۳۴۹۷ | 2004 BM81   | ۲۶ ژانویه ۲۰۰۴  |
| ۲۲۳۴۹۸ | 2004 BV91   | ۲۶ ژانویه ۲۰۰۴  |
| ۲۲۳۴۹۹ | 2004 BS93   | ۲۸ ژانویه ۲۰۰۴  |
| ۲۲۳۵۰۰ | 2004 BW99   | ۲۷ ژانویه ۲۰۰۴  |
| ۲۲۳۵۰۱ | 2004 BM106  | ۲۶ ژانویه ۲۰۰۴  |
| ۲۲۳۵۰۲ | 2004 BY107  | ۲۸ ژانویه ۲۰۰۴  |
| ۲۲۳۵۰۳ | 2004 BM108  | ۲۸ ژانویه ۲۰۰۴  |
| ۲۲۳۵۰۴ | 2004 BK115  | ۳۰ ژانویه ۲۰۰۴  |
| ۲۲۳۵۰۵ | 2004 BB118  | ۲۹ ژانویه ۲۰۰۴  |
| ۲۲۳۵۰۶ | 2004 BZ131  | ۱۶ ژانویه ۲۰۰۴  |
| ۲۲۳۵۰۷ | 2004 CL19   | ۱۱ فوریه ۲۰۰۴   |
| ۲۲۳۵۰۸ | 2004 CS19   | ۱۱ فوریه ۲۰۰۴   |
| ۲۲۳۵۰۹ | 2004 CX21   | ۱۱ فوریه ۲۰۰۴   |
| ۲۲۳۵۱۰ | 2004 CC22   | ۱۱ فوریه ۲۰۰۴   |
| ۲۲۳۵۱۱ | 2004 CE38   | ۱۳ فوریه ۲۰۰۴   |
| ۲۲۳۵۱۲ | 2004 CA43   | ۱۱ فوریه ۲۰۰۴   |
| ۲۲۳۵۱۳ | 2004 CJ45   | ۱۳ فوریه ۲۰۰۴   |
| ۲۲۳۵۱۴ | 2004 CM46   | ۱۳ فوریه ۲۰۰۴   |
| ۲۲۳۵۱۵ | 2004 CU58   | ۱۰ فوریه ۲۰۰۴   |
| ۲۲۳۵۱۶ | 2004 CU61   | ۱۱ فوریه ۲۰۰۴   |
| ۲۲۳۵۱۷ | 2004 CF80   | ۱۱ فوریه ۲۰۰۴   |
| ۲۲۳۵۱۸ | 2004 CK97   | ۱۳ فوریه ۲۰۰۴   |
| ۲۲۳۵۱۹ | 2004 CZ98   | ۱۴ فوریه ۲۰۰۴   |
| ۲۲۳۵۲۰ | 2004 CF100  | ۱۵ فوریه ۲۰۰۴   |
| ۲۲۳۵۲۱ | 2004 CZ100  | ۱۵ فوریه ۲۰۰۴   |
| ۲۲۳۵۲۲ | 2004 CH113  | ۱۳ فوریه ۲۰۰۴   |
| ۲۲۳۵۲۳ | 2004 DX11   | ۱۷ فوریه ۲۰۰۴   |
| ۲۲۳۵۲۴ | 2004 DF24   | ۱۹ فوریه ۲۰۰۴   |
| ۲۲۳۵۲۵ | 2004 DB25   | ۱۸ فوریه ۲۰۰۴   |
| ۲۲۳۵۲۶ | 2004 DX26   | ۱۶ فوریه ۲۰۰۴   |
| ۲۲۳۵۲۷ | 2004 DS38   | ۲۱ فوریه ۲۰۰۴   |
| ۲۲۳۵۲۸ | 2004 DO41   | ۱۸ فوریه ۲۰۰۴   |
| ۲۲۳۵۲۹ | 2004 DK42   | ۱۹ فوریه ۲۰۰۴   |
| ۲۲۳۵۳۰ | 2004 DP43   | ۲۳ فوریه ۲۰۰۴   |
| ۲۲۳۵۳۱ | 2004 DH55   | ۲۲ فوریه ۲۰۰۴   |
| ۲۲۳۵۳۲ | 2004 EH5    | ۱۱ مارس ۲۰۰۴    |
| ۲۲۳۵۳۳ | 2004 EH8    | ۱۳ مارس ۲۰۰۴    |
| ۲۲۳۵۳۴ | 2004 EV11   | ۱۱ مارس ۲۰۰۴    |
| ۲۲۳۵۳۵ | 2004 EK15   | ۱۱ مارس ۲۰۰۴    |
| ۲۲۳۵۳۶ | 2004 EP16   | ۱۲ مارس ۲۰۰۴    |
| ۲۲۳۵۳۷ | 2004 EA19   | ۱۴ مارس ۲۰۰۴    |
| ۲۲۳۵۳۸ | 2004 ER22   | ۱۵ مارس ۲۰۰۴    |
| ۲۲۳۵۳۹ | 2004 EX25   | ۱۳ مارس ۲۰۰۴    |
| ۲۲۳۵۴۰ | 2004 ES30   | ۱۵ مارس ۲۰۰۴    |
| ۲۲۳۵۴۱ | 2004 ER40   | ۱۵ مارس ۲۰۰۴    |
| ۲۲۳۵۴۲ | 2004 EK42   | ۱۵ مارس ۲۰۰۴    |
| ۲۲۳۵۴۳ | 2004 EV42   | ۱۵ مارس ۲۰۰۴    |
| ۲۲۳۵۴۴ | 2004 EJ46   | ۱۵ مارس ۲۰۰۴    |
| ۲۲۳۵۴۵ | 2004 EA60   | ۱۵ مارس ۲۰۰۴    |
| ۲۲۳۵۴۶ | 2004 EN63   | ۱۳ مارس ۲۰۰۴    |
| ۲۲۳۵۴۷ | 2004 EH68   | ۱۵ مارس ۲۰۰۴    |
| ۲۲۳۵۴۸ | 2004 EM71   | ۱۵ مارس ۲۰۰۴    |
| ۲۲۳۵۴۹ | 2004 EL73   | ۱۵ مارس ۲۰۰۴    |
| ۲۲۳۵۵۰ | 2004 EM73   | ۱۵ مارس ۲۰۰۴    |
| ۲۲۳۵۵۱ | 2004 ES73   | ۱۵ مارس ۲۰۰۴    |
| ۲۲۳۵۵۲ | 2004 EJ76   | ۱۵ مارس ۲۰۰۴    |
| ۲۲۳۵۵۳ | 2004 EB77   | ۱۵ مارس ۲۰۰۴    |
| ۲۲۳۵۵۴ | 2004 EN84   | ۱۵ مارس ۲۰۰۴    |
| ۲۲۳۵۵۵ | 2004 EW84   | ۱۵ مارس ۲۰۰۴    |
| ۲۲۳۵۵۶ | 2004 ES86   | ۱۵ مارس ۲۰۰۴    |
| ۲۲۳۵۵۷ | 2004 EL90   | ۱۴ مارس ۲۰۰۴    |
| ۲۲۳۵۵۸ | 2004 EP93   | ۱۵ مارس ۲۰۰۴    |
| ۲۲۳۵۵۹ | 2004 ED100  | ۱۵ مارس ۲۰۰۴    |
| ۲۲۳۵۶۰ | 2004 ET106  | ۱۵ مارس ۲۰۰۴    |
| ۲۲۳۵۶۱ | 2004 EN114  | ۱۱ مارس ۲۰۰۴    |
| ۲۲۳۵۶۲ | 2004 EB116  | ۱۴ مارس ۲۰۰۴    |
| ۲۲۳۵۶۳ | 2004 FJ2    | ۱۶ مارس ۲۰۰۴    |
| ۲۲۳۵۶۴ | 2004 FD7    | ۱۶ مارس ۲۰۰۴    |
| ۲۲۳۵۶۵ | 2004 FD15   | ۱۶ مارس ۲۰۰۴    |
| ۲۲۳۵۶۶ | 2004 FL17   | ۲۲ مارس ۲۰۰۴    |
| ۲۲۳۵۶۷ | 2004 FL21   | ۱۶ مارس ۲۰۰۴    |
| ۲۲۳۵۶۸ | 2004 FE22   | ۱۶ مارس ۲۰۰۴    |
| ۲۲۳۵۶۹ | 2004 FP27   | ۱۷ مارس ۲۰۰۴    |
| ۲۲۳۵۷۰ | 2004 FO35   | ۱۶ مارس ۲۰۰۴    |
| ۲۲۳۵۷۱ | 2004 FS37   | ۱۷ مارس ۲۰۰۴    |
| ۲۲۳۵۷۲ | 2004 FU38   | ۱۷ مارس ۲۰۰۴    |
| ۲۲۳۵۷۳ | 2004 FK40   | ۱۸ مارس ۲۰۰۴    |
| ۲۲۳۵۷۴ | 2004 FA53   | ۱۹ مارس ۲۰۰۴    |
| ۲۲۳۵۷۵ | 2004 FZ55   | ۲۰ مارس ۲۰۰۴    |
| ۲۲۳۵۷۶ | 2004 FV61   | ۱۹ مارس ۲۰۰۴    |
| ۲۲۳۵۷۷ | 2004 FE64   | ۱۹ مارس ۲۰۰۴    |
| ۲۲۳۵۷۸ | 2004 FU76   | ۱۸ مارس ۲۰۰۴    |
| ۲۲۳۵۷۹ | 2004 FM77   | ۱۸ مارس ۲۰۰۴    |
| ۲۲۳۵۸۰ | 2004 FD83   | ۱۷ مارس ۲۰۰۴    |
| ۲۲۳۵۸۱ | 2004 FF99   | ۲۰ مارس ۲۰۰۴    |
| ۲۲۳۵۸۲ | 2004 FQ105  | ۲۵ مارس ۲۰۰۴    |
| ۲۲۳۵۸۳ | 2004 FO107  | ۲۰ مارس ۲۰۰۴    |
| ۲۲۳۵۸۴ | 2004 FY107  | ۲۳ مارس ۲۰۰۴    |
| ۲۲۳۵۸۵ | 2004 FA110  | ۲۴ مارس ۲۰۰۴    |
| ۲۲۳۵۸۶ | 2004 FW118  | ۲۲ مارس ۲۰۰۴    |
| ۲۲۳۵۸۷ | 2004 FW140  | ۲۷ مارس ۲۰۰۴    |
| ۲۲۳۵۸۸ | 2004 FH141  | ۲۷ مارس ۲۰۰۴    |
| ۲۲۳۵۸۹ | 2004 FO161  | ۱۸ مارس ۲۰۰۴    |
| ۲۲۳۵۹۰ | 2004 GK3    | ۹ آوریل ۲۰۰۴    |
| ۲۲۳۵۹۱ | 2004 GA20   | ۱۵ آوریل ۲۰۰۴   |
| ۲۲۳۵۹۲ | 2004 GT20   | ۱۰ آوریل ۲۰۰۴   |
| ۲۲۳۵۹۳ | 2004 GJ29   | ۱۲ آوریل ۲۰۰۴   |
| ۲۲۳۵۹۴ | 2004 GW32   | ۱۲ آوریل ۲۰۰۴   |
| ۲۲۳۵۹۵ | 2004 GG36   | ۱۳ آوریل ۲۰۰۴   |
| ۲۲۳۵۹۶ | 2004 GK48   | ۱۲ آوریل ۲۰۰۴   |
| ۲۲۳۵۹۷ | 2004 GC50   | ۱۲ آوریل ۲۰۰۴   |
| ۲۲۳۵۹۸ | 2004 GO50   | ۱۲ آوریل ۲۰۰۴   |
| ۲۲۳۵۹۹ | 2004 GA61   | ۱۵ آوریل ۲۰۰۴   |
| ۲۲۳۶۰۰ | 2004 GF75   | ۱۴ آوریل ۲۰۰۴   |
| ۲۲۳۶۰۱ | 2004 GY78   | ۱۱ آوریل ۲۰۰۴   |
| ۲۲۳۶۰۲ | 2004 GK84   | ۱۴ آوریل ۲۰۰۴   |
| ۲۲۳۶۰۳ | 2004 GB85   | ۱۴ آوریل ۲۰۰۴   |
| ۲۲۳۶۰۴ | 2004 HN2    | ۱۶ آوریل ۲۰۰۴   |
| ۲۲۳۶۰۵ | 2004 HF8    | ۱۶ آوریل ۲۰۰۴   |
| ۲۲۳۶۰۶ | 2004 HT8    | ۱۶ آوریل ۲۰۰۴   |
| ۲۲۳۶۰۷ | 2004 HT18   | ۱۹ آوریل ۲۰۰۴   |
| ۲۲۳۶۰۸ | 2004 HK19   | ۱۹ آوریل ۲۰۰۴   |
| ۲۲۳۶۰۹ | 2004 HF26   | ۱۹ آوریل ۲۰۰۴   |
| ۲۲۳۶۱۰ | 2004 HQ39   | ۱۹ آوریل ۲۰۰۴   |
| ۲۲۳۶۱۱ | 2004 HJ54   | ۱۷ آوریل ۲۰۰۴   |
| ۲۲۳۶۱۲ | 2004 HE60   | ۲۵ آوریل ۲۰۰۴   |
| ۲۲۳۶۱۳ | 2004 HT65   | ۱۹ آوریل ۲۰۰۴   |
| ۲۲۳۶۱۴ | 2004 HZ71   | ۲۵ آوریل ۲۰۰۴   |
| ۲۲۳۶۱۵ | 2004 HP72   | ۲۸ آوریل ۲۰۰۴   |
| ۲۲۳۶۱۶ | 2004 JR2    | ۸ مه ۲۰۰۴       |
| ۲۲۳۶۱۷ | 2004 JE6    | ۱۲ مه ۲۰۰۴      |
| ۲۲۳۶۱۸ | 2004 JZ10   | ۱۲ مه ۲۰۰۴      |
| ۲۲۳۶۱۹ | 2004 JR11   | ۱۳ مه ۲۰۰۴      |
| ۲۲۳۶۲۰ | 2004 JX12   | ۱۳ مه ۲۰۰۴      |
| ۲۲۳۶۲۱ | 2004 JK15   | ۱۰ مه ۲۰۰۴      |
| ۲۲۳۶۲۲ | 2004 JX15   | ۱۰ مه ۲۰۰۴      |
| ۲۲۳۶۲۳ | 2004 JZ19   | ۱۴ مه ۲۰۰۴      |
| ۲۲۳۶۲۴ | 2004 JQ20   | ۱۳ مه ۲۰۰۴      |
| ۲۲۳۶۲۵ | 2004 JM21   | ۹ مه ۲۰۰۴       |
| ۲۲۳۶۲۶ | 2004 JT23   | ۱۴ مه ۲۰۰۴      |
| ۲۲۳۶۲۷ | 2004 JF29   | ۱۵ مه ۲۰۰۴      |
| ۲۲۳۶۲۸ | 2004 JF30   | ۱۵ مه ۲۰۰۴      |
| ۲۲۳۶۲۹ | 2004 JH33   | ۱۵ مه ۲۰۰۴      |
| ۲۲۳۶۳۰ | 2004 JY33   | ۱۵ مه ۲۰۰۴      |
| ۲۲۳۶۳۱ | 2004 JJ54   | ۹ مه ۲۰۰۴       |
| ۲۲۳۶۳۲ | 2004 JD56   | ۱۴ مه ۲۰۰۴      |
| ۲۲۳۶۳۳ | 2004 KJ1    | ۱۷ مه ۲۰۰۴      |
| ۲۲۳۶۳۴ | 2004 KV4    | ۱۸ مه ۲۰۰۴      |
| ۲۲۳۶۳۵ | 2004 KW9    | ۱۹ مه ۲۰۰۴      |
| ۲۲۳۶۳۶ | 2004 KZ11   | ۲۱ مه ۲۰۰۴      |
| ۲۲۳۶۳۷ | 2004 KE14   | ۲۲ مه ۲۰۰۴      |
| ۲۲۳۶۳۸ | 2004 KS15   | ۲۱ مه ۲۰۰۴      |
| ۲۲۳۶۳۹ | 2004 KM16   | ۲۷ مه ۲۰۰۴      |
| ۲۲۳۶۴۰ | 2004 LJ6    | ۹ ژوئن ۲۰۰۴     |
| ۲۲۳۶۴۱ | 2004 LA16   | ۱۲ ژوئن ۲۰۰۴    |
| ۲۲۳۶۴۲ | 2004 LZ18   | ۱۱ ژوئن ۲۰۰۴    |
| ۲۲۳۶۴۳ | 2004 LX29   | ۱۴ ژوئن ۲۰۰۴    |
| ۲۲۳۶۴۳ | 2004 MG     | ۱۶ ژوئن ۲۰۰۴    |
| ۲۲۳۶۴۵ | 2004 ML1    | ۱۷ ژوئن ۲۰۰۴    |
| ۲۲۳۶۴۶ | 2004 ME4    | ۱۶ ژوئن ۲۰۰۴    |
| ۲۲۳۶۴۷ | 2004 MK7    | ۲۷ ژوئن ۲۰۰۴    |
| ۲۲۳۶۴۷ | 2004 NQ     | ۱۰ ژوئیه ۲۰۰۴   |
| ۲۲۳۶۴۹ | 2004 NW8    | ۱۴ ژوئیه ۲۰۰۴   |
| ۲۲۳۶۵۰ | 2004 NF10   | ۹ ژوئیه ۲۰۰۴    |
| ۲۲۳۶۵۱ | 2004 OZ2    | ۱۶ ژوئیه ۲۰۰۴   |
| ۲۲۳۶۵۲ | 2004 OQ14   | ۱۹ ژوئیه ۲۰۰۴   |
| ۲۲۳۶۵۲ | 2004 PF     | ۵ اوت ۲۰۰۴      |
| ۲۲۳۶۵۴ | 2004 PF13   | ۷ اوت ۲۰۰۴      |
| ۲۲۳۶۵۵ | 2004 PX16   | ۷ اوت ۲۰۰۴      |
| ۲۲۳۶۵۶ | 2004 PZ17   | ۸ اوت ۲۰۰۴      |
| ۲۲۳۶۵۷ | 2004 PL20   | ۳ اوت ۲۰۰۴      |
| ۲۲۳۶۵۸ | 2004 PX22   | ۸ اوت ۲۰۰۴      |
| ۲۲۳۶۵۹ | 2004 PM26   | ۸ اوت ۲۰۰۴      |
| ۲۲۳۶۶۰ | 2004 PW28   | ۶ اوت ۲۰۰۴      |
| ۲۲۳۶۶۱ | 2004 PW32   | ۸ اوت ۲۰۰۴      |
| ۲۲۳۶۶۲ | 2004 PS36   | ۹ اوت ۲۰۰۴      |
| ۲۲۳۶۶۳ | 2004 PY36   | ۹ اوت ۲۰۰۴      |
| ۲۲۳۶۶۴ | 2004 PE37   | ۹ اوت ۲۰۰۴      |
| ۲۲۳۶۶۵ | 2004 PH37   | ۹ اوت ۲۰۰۴      |
| ۲۲۳۶۶۶ | 2004 PN38   | ۹ اوت ۲۰۰۴      |
| ۲۲۳۶۶۷ | 2004 PW43   | ۶ اوت ۲۰۰۴      |
| ۲۲۳۶۶۸ | 2004 PB48   | ۸ اوت ۲۰۰۴      |
| ۲۲۳۶۶۹ | 2004 PO53   | ۸ اوت ۲۰۰۴      |
| ۲۲۳۶۷۰ | 2004 PL59   | ۹ اوت ۲۰۰۴      |
| ۲۲۳۶۷۱ | 2004 PU59   | ۹ اوت ۲۰۰۴      |
| ۲۲۳۶۷۲ | 2004 PZ60   | ۹ اوت ۲۰۰۴      |
| ۲۲۳۶۷۳ | 2004 PJ70   | ۷ اوت ۲۰۰۴      |
| ۲۲۳۶۷۴ | 2004 PW74   | ۸ اوت ۲۰۰۴      |
| ۲۲۳۶۷۵ | 2004 PD79   | ۹ اوت ۲۰۰۴      |
| ۲۲۳۶۷۶ | 2004 PE81   | ۱۰ اوت ۲۰۰۴     |
| ۲۲۳۶۷۷ | 2004 PL81   | ۱۰ اوت ۲۰۰۴     |
| ۲۲۳۶۷۸ | 2004 PH82   | ۱۰ اوت ۲۰۰۴     |
| ۲۲۳۶۷۹ | 2004 PA86   | ۱۱ اوت ۲۰۰۴     |
| ۲۲۳۶۸۰ | 2004 PF87   | ۱۱ اوت ۲۰۰۴     |
| ۲۲۳۶۸۱ | 2004 PE89   | ۹ اوت ۲۰۰۴      |
| ۲۲۳۶۸۲ | 2004 PO92   | ۱۲ اوت ۲۰۰۴     |
| ۲۲۳۶۸۳ | 2004 PA93   | ۱۱ اوت ۲۰۰۴     |
| ۲۲۳۶۸۴ | 2004 PM93   | ۱۱ اوت ۲۰۰۴     |
| ۲۲۳۶۸۵ | 2004 QC1    | ۱۸ اوت ۲۰۰۴     |
| ۲۲۳۶۸۶ | 2004 QV1    | ۱۹ اوت ۲۰۰۴     |
| ۲۲۳۶۸۷ | 2004 QN11   | ۲۱ اوت ۲۰۰۴     |
| ۲۲۳۶۸۸ | 2004 QQ17   | ۱۹ اوت ۲۰۰۴     |
| ۲۲۳۶۸۹ | 2004 QA26   | ۲۰ اوت ۲۰۰۴     |
| ۲۲۳۶۹۰ | 2004 QD27   | ۲۵ اوت ۲۰۰۴     |
| ۲۲۳۶۹۱ | 2004 QK27   | ۲۲ اوت ۲۰۰۴     |
| ۲۲۳۶۹۲ | 2004 RK1    | ۴ سپتامبر ۲۰۰۴  |
| ۲۲۳۶۹۳ | 2004 RG16   | ۷ سپتامبر ۲۰۰۴  |
| ۲۲۳۶۹۴ | 2004 RT21   | ۷ سپتامبر ۲۰۰۴  |
| ۲۲۳۶۹۵ | 2004 RC24   | ۸ سپتامبر ۲۰۰۴  |
| ۲۲۳۶۹۶ | 2004 RL26   | ۶ سپتامبر ۲۰۰۴  |
| ۲۲۳۶۹۷ | 2004 RO28   | ۶ سپتامبر ۲۰۰۴  |
| ۲۲۳۶۹۸ | 2004 RB30   | ۷ سپتامبر ۲۰۰۴  |
| ۲۲۳۶۹۹ | 2004 RC30   | ۷ سپتامبر ۲۰۰۴  |
| ۲۲۳۷۰۰ | 2004 RT31   | ۷ سپتامبر ۲۰۰۴  |
| ۲۲۳۷۰۱ | 2004 RR34   | ۷ سپتامبر ۲۰۰۴  |
| ۲۲۳۷۰۲ | 2004 RZ34   | ۷ سپتامبر ۲۰۰۴  |
| ۲۲۳۷۰۳ | 2004 RM35   | ۷ سپتامبر ۲۰۰۴  |
| ۲۲۳۷۰۴ | 2004 RQ39   | ۷ سپتامبر ۲۰۰۴  |
| ۲۲۳۷۰۵ | 2004 RU40   | ۷ سپتامبر ۲۰۰۴  |
| ۲۲۳۷۰۶ | 2004 RH46   | ۸ سپتامبر ۲۰۰۴  |
| ۲۲۳۷۰۷ | 2004 RF48   | ۸ سپتامبر ۲۰۰۴  |
| ۲۲۳۷۰۸ | 2004 RD61   | ۸ سپتامبر ۲۰۰۴  |
| ۲۲۳۷۰۹ | 2004 RO61   | ۸ سپتامبر ۲۰۰۴  |
| ۲۲۳۷۱۰ | 2004 RX68   | ۸ سپتامبر ۲۰۰۴  |
| ۲۲۳۷۱۱ | 2004 RL71   | ۸ سپتامبر ۲۰۰۴  |
| ۲۲۳۷۱۲ | 2004 RP79   | ۸ سپتامبر ۲۰۰۴  |
| ۲۲۳۷۱۳ | 2004 RE81   | ۸ سپتامبر ۲۰۰۴  |
| ۲۲۳۷۱۴ | 2004 RL87   | ۷ سپتامبر ۲۰۰۴  |
| ۲۲۳۷۱۵ | 2004 RM90   | ۸ سپتامبر ۲۰۰۴  |
| ۲۲۳۷۱۶ | 2004 RB91   | ۸ سپتامبر ۲۰۰۴  |
| ۲۲۳۷۱۷ | 2004 RG92   | ۸ سپتامبر ۲۰۰۴  |
| ۲۲۳۷۱۸ | 2004 RW94   | ۸ سپتامبر ۲۰۰۴  |
| ۲۲۳۷۱۹ | 2004 RW95   | ۸ سپتامبر ۲۰۰۴  |
| ۲۲۳۷۲۰ | 2004 RB106  | ۸ سپتامبر ۲۰۰۴  |
| ۲۲۳۷۲۱ | 2004 RD106  | ۸ سپتامبر ۲۰۰۴  |
| ۲۲۳۷۲۲ | 2004 RY110  | ۱۱ سپتامبر ۲۰۰۴ |
| ۲۲۳۷۲۳ | 2004 RA111  | ۸ سپتامبر ۲۰۰۴  |
| ۲۲۳۷۲۴ | 2004 RH114  | ۷ سپتامبر ۲۰۰۴  |
| ۲۲۳۷۲۵ | 2004 RJ114  | ۷ سپتامبر ۲۰۰۴  |
| ۲۲۳۷۲۶ | 2004 RT114  | ۷ سپتامبر ۲۰۰۴  |
| ۲۲۳۷۲۷ | 2004 RX116  | ۷ سپتامبر ۲۰۰۴  |
| ۲۲۳۷۲۸ | 2004 RZ116  | ۷ سپتامبر ۲۰۰۴  |
| ۲۲۳۷۲۹ | 2004 RK131  | ۷ سپتامبر ۲۰۰۴  |
| ۲۲۳۷۳۰ | 2004 RE139  | ۸ سپتامبر ۲۰۰۴  |
| ۲۲۳۷۳۱ | 2004 RM139  | ۸ سپتامبر ۲۰۰۴  |
| ۲۲۳۷۳۲ | 2004 RV139  | ۸ سپتامبر ۲۰۰۴  |
| ۲۲۳۷۳۳ | 2004 RD141  | ۸ سپتامبر ۲۰۰۴  |
| ۲۲۳۷۳۴ | 2004 RK149  | ۹ سپتامبر ۲۰۰۴  |
| ۲۲۳۷۳۵ | 2004 RR149  | ۹ سپتامبر ۲۰۰۴  |
| ۲۲۳۷۳۶ | 2004 RY149  | ۹ سپتامبر ۲۰۰۴  |
| ۲۲۳۷۳۷ | 2004 RR152  | ۱۰ سپتامبر ۲۰۰۴ |
| ۲۲۳۷۳۸ | 2004 RA153  | ۱۰ سپتامبر ۲۰۰۴ |
| ۲۲۳۷۳۹ | 2004 RO156  | ۱۰ سپتامبر ۲۰۰۴ |
| ۲۲۳۷۴۰ | 2004 RU160  | ۱۰ سپتامبر ۲۰۰۴ |
| ۲۲۳۷۴۱ | 2004 RT161  | ۱۱ سپتامبر ۲۰۰۴ |
| ۲۲۳۷۴۲ | 2004 RS167  | ۷ سپتامبر ۲۰۰۴  |
| ۲۲۳۷۴۳ | 2004 RT173  | ۱۰ سپتامبر ۲۰۰۴ |
| ۲۲۳۷۴۴ | 2004 RV175  | ۱۰ سپتامبر ۲۰۰۴ |
| ۲۲۳۷۴۵ | 2004 RV179  | ۱۰ سپتامبر ۲۰۰۴ |
| ۲۲۳۷۴۶ | 2004 RO180  | ۱۰ سپتامبر ۲۰۰۴ |
| ۲۲۳۷۴۷ | 2004 RA184  | ۱۰ سپتامبر ۲۰۰۴ |
| ۲۲۳۷۴۸ | 2004 RT188  | ۱۰ سپتامبر ۲۰۰۴ |
| ۲۲۳۷۴۹ | 2004 RO189  | ۱۰ سپتامبر ۲۰۰۴ |
| ۲۲۳۷۵۰ | 2004 RJ194  | ۱۰ سپتامبر ۲۰۰۴ |
| ۲۲۳۷۵۱ | 2004 RR196  | ۱۰ سپتامبر ۲۰۰۴ |
| ۲۲۳۷۵۲ | 2004 RO197  | ۱۰ سپتامبر ۲۰۰۴ |
| ۲۲۳۷۵۳ | 2004 RE206  | ۱۰ سپتامبر ۲۰۰۴ |
| ۲۲۳۷۵۴ | 2004 RR208  | ۱۱ سپتامبر ۲۰۰۴ |
| ۲۲۳۷۵۵ | 2004 RH217  | ۱۱ سپتامبر ۲۰۰۴ |
| ۲۲۳۷۵۶ | 2004 RG223  | ۷ سپتامبر ۲۰۰۴  |
| ۲۲۳۷۵۷ | 2004 RA230  | ۹ سپتامبر ۲۰۰۴  |
| ۲۲۳۷۵۸ | 2004 RC232  | ۹ سپتامبر ۲۰۰۴  |
| ۲۲۳۷۵۹ | 2004 RF233  | ۹ سپتامبر ۲۰۰۴  |
| ۲۲۳۷۶۰ | 2004 RH235  | ۱۰ سپتامبر ۲۰۰۴ |
| ۲۲۳۷۶۱ | 2004 RO240  | ۱۰ سپتامبر ۲۰۰۴ |
| ۲۲۳۷۶۲ | 2004 RA245  | ۱۰ سپتامبر ۲۰۰۴ |
| ۲۲۳۷۶۳ | 2004 RW245  | ۱۰ سپتامبر ۲۰۰۴ |
| ۲۲۳۷۶۴ | 2004 RL255  | ۶ سپتامبر ۲۰۰۴  |
| ۲۲۳۷۶۵ | 2004 RX256  | ۹ سپتامبر ۲۰۰۴  |
| ۲۲۳۷۶۶ | 2004 RP257  | ۹ سپتامبر ۲۰۰۴  |
| ۲۲۳۷۶۷ | 2004 RW281  | ۱۵ سپتامبر ۲۰۰۴ |
| ۲۲۳۷۶۸ | 2004 RE290  | ۷ سپتامبر ۲۰۰۴  |
| ۲۲۳۷۶۹ | 2004 RF291  | ۱۰ سپتامبر ۲۰۰۴ |
| ۲۲۳۷۷۰ | 2004 RH300  | ۱۱ سپتامبر ۲۰۰۴ |
| ۲۲۳۷۷۱ | 2004 RL308  | ۱۳ سپتامبر ۲۰۰۴ |
| ۲۲۳۷۷۲ | 2004 RD322  | ۱۳ سپتامبر ۲۰۰۴ |
| ۲۲۳۷۷۳ | 2004 RB333  | ۱۵ سپتامبر ۲۰۰۴ |
| ۲۲۳۷۷۴ | 2004 SB11   | ۱۶ سپتامبر ۲۰۰۴ |
| ۲۲۳۷۷۵ | 2004 SV11   | ۱۶ سپتامبر ۲۰۰۴ |
| ۲۲۳۷۷۶ | 2004 SS14   | ۱۷ سپتامبر ۲۰۰۴ |
| ۲۲۳۷۷۷ | 2004 SD16   | ۱۷ سپتامبر ۲۰۰۴ |
| ۲۲۳۷۷۸ | 2004 SK21   | ۱۶ سپتامبر ۲۰۰۴ |
| ۲۲۳۷۷۹ | 2004 SO23   | ۱۷ سپتامبر ۲۰۰۴ |
| ۲۲۳۷۸۰ | 2004 SD30   | ۱۷ سپتامبر ۲۰۰۴ |
| ۲۲۳۷۸۱ | 2004 SE32   | ۱۷ سپتامبر ۲۰۰۴ |
| ۲۲۳۷۸۲ | 2004 ST37   | ۱۷ سپتامبر ۲۰۰۴ |
| ۲۲۳۷۸۳ | 2004 SB42   | ۱۸ سپتامبر ۲۰۰۴ |
| ۲۲۳۷۸۴ | 2004 SC45   | ۱۸ سپتامبر ۲۰۰۴ |
| ۲۲۳۷۸۵ | 2004 SQ46   | ۱۸ سپتامبر ۲۰۰۴ |
| ۲۲۳۷۸۶ | 2004 SQ47   | ۱۸ سپتامبر ۲۰۰۴ |
| ۲۲۳۷۸۷ | 2004 SD48   | ۱۸ سپتامبر ۲۰۰۴ |
| ۲۲۳۷۸۸ | 2004 SK50   | ۲۲ سپتامبر ۲۰۰۴ |
| ۲۲۳۷۸۹ | 2004 SR50   | ۲۲ سپتامبر ۲۰۰۴ |
| ۲۲۳۷۹۰ | 2004 SZ50   | ۲۲ سپتامبر ۲۰۰۴ |
| ۲۲۳۷۹۱ | 2004 TS1    | ۳ اکتبر ۲۰۰۴    |
| ۲۲۳۷۹۲ | 2004 TZ5    | ۵ اکتبر ۲۰۰۴    |
| ۲۲۳۷۹۳ | 2004 TV7    | ۵ اکتبر ۲۰۰۴    |
| ۲۲۳۷۹۴ | 2004 TN10   | ۵ اکتبر ۲۰۰۴    |
| ۲۲۳۷۹۵ | 2004 TY15   | ۸ اکتبر ۲۰۰۴    |
| ۲۲۳۷۹۶ | 2004 TY18   | ۱۰ اکتبر ۲۰۰۴   |
| ۲۲۳۷۹۷ | 2004 TM19   | ۸ اکتبر ۲۰۰۴    |
| ۲۲۳۷۹۸ | 2004 TK27   | ۴ اکتبر ۲۰۰۴    |
| ۲۲۳۷۹۹ | 2004 TN35   | ۴ اکتبر ۲۰۰۴    |
| ۲۲۳۸۰۰ | 2004 TQ36   | ۴ اکتبر ۲۰۰۴    |
| ۲۲۳۸۰۱ | 2004 TR38   | ۴ اکتبر ۲۰۰۴    |
| ۲۲۳۸۰۲ | 2004 TW38   | ۴ اکتبر ۲۰۰۴    |
| ۲۲۳۸۰۳ | 2004 TM40   | ۴ اکتبر ۲۰۰۴    |
| ۲۲۳۸۰۴ | 2004 TA43   | ۴ اکتبر ۲۰۰۴    |
| ۲۲۳۸۰۵ | 2004 TL48   | ۴ اکتبر ۲۰۰۴    |
| ۲۲۳۸۰۶ | 2004 TA53   | ۴ اکتبر ۲۰۰۴    |
| ۲۲۳۸۰۷ | 2004 TR53   | ۴ اکتبر ۲۰۰۴    |
| ۲۲۳۸۰۸ | 2004 TF56   | ۵ اکتبر ۲۰۰۴    |
| ۲۲۳۸۰۹ | 2004 TC61   | ۵ اکتبر ۲۰۰۴    |
| ۲۲۳۸۱۰ | 2004 TM65   | ۵ اکتبر ۲۰۰۴    |
| ۲۲۳۸۱۱ | 2004 TL72   | ۶ اکتبر ۲۰۰۴    |
| ۲۲۳۸۱۲ | 2004 TN75   | ۶ اکتبر ۲۰۰۴    |
| ۲۲۳۸۱۳ | 2004 TF86   | ۵ اکتبر ۲۰۰۴    |
| ۲۲۳۸۱۴ | 2004 TR93   | ۵ اکتبر ۲۰۰۴    |
| ۲۲۳۸۱۵ | 2004 TU94   | ۵ اکتبر ۲۰۰۴    |
| ۲۲۳۸۱۶ | 2004 TQ97   | ۵ اکتبر ۲۰۰۴    |
| ۲۲۳۸۱۷ | 2004 TP99   | ۵ اکتبر ۲۰۰۴    |
| ۲۲۳۸۱۸ | 2004 TA103  | ۶ اکتبر ۲۰۰۴    |
| ۲۲۳۸۱۹ | 2004 TD106  | ۷ اکتبر ۲۰۰۴    |
| ۲۲۳۸۲۰ | 2004 TG106  | ۷ اکتبر ۲۰۰۴    |
| ۲۲۳۸۲۱ | 2004 TX107  | ۷ اکتبر ۲۰۰۴    |
| ۲۲۳۸۲۲ | 2004 TJ110  | ۷ اکتبر ۲۰۰۴    |
| ۲۲۳۸۲۳ | 2004 TP111  | ۷ اکتبر ۲۰۰۴    |
| ۲۲۳۸۲۴ | 2004 TA114  | ۷ اکتبر ۲۰۰۴    |
| ۲۲۳۸۲۵ | 2004 TY115  | ۱۵ اکتبر ۲۰۰۴   |
| ۲۲۳۸۲۶ | 2004 TS121  | ۷ اکتبر ۲۰۰۴    |
| ۲۲۳۸۲۷ | 2004 TC122  | ۷ اکتبر ۲۰۰۴    |
| ۲۲۳۸۲۸ | 2004 TJ122  | ۷ اکتبر ۲۰۰۴    |
| ۲۲۳۸۲۹ | 2004 TR125  | ۷ اکتبر ۲۰۰۴    |
| ۲۲۳۸۳۰ | 2004 TW125  | ۷ اکتبر ۲۰۰۴    |
| ۲۲۳۸۳۱ | 2004 TG129  | ۷ اکتبر ۲۰۰۴    |
| ۲۲۳۸۳۲ | 2004 TA136  | ۸ اکتبر ۲۰۰۴    |
| ۲۲۳۸۳۳ | 2004 TP136  | ۸ اکتبر ۲۰۰۴    |
| ۲۲۳۸۳۴ | 2004 TA141  | ۴ اکتبر ۲۰۰۴    |
| ۲۲۳۸۳۵ | 2004 TP143  | ۴ اکتبر ۲۰۰۴    |
| ۲۲۳۸۳۶ | 2004 TS143  | ۴ اکتبر ۲۰۰۴    |
| ۲۲۳۸۳۷ | 2004 TO144  | ۴ اکتبر ۲۰۰۴    |
| ۲۲۳۸۳۸ | 2004 TV144  | ۴ اکتبر ۲۰۰۴    |
| ۲۲۳۸۳۹ | 2004 TC152  | ۶ اکتبر ۲۰۰۴    |
| ۲۲۳۸۴۰ | 2004 TY155  | ۶ اکتبر ۲۰۰۴    |
| ۲۲۳۸۴۱ | 2004 TO162  | ۶ اکتبر ۲۰۰۴    |
| ۲۲۳۸۴۲ | 2004 TR168  | ۷ اکتبر ۲۰۰۴    |
| ۲۲۳۸۴۳ | 2004 TA173  | ۸ اکتبر ۲۰۰۴    |
| ۲۲۳۸۴۴ | 2004 TH173  | ۸ اکتبر ۲۰۰۴    |
| ۲۲۳۸۴۵ | 2004 TL174  | ۹ اکتبر ۲۰۰۴    |
| ۲۲۳۸۴۶ | 2004 TW190  | ۷ اکتبر ۲۰۰۴    |
| ۲۲۳۸۴۷ | 2004 TM191  | ۷ اکتبر ۲۰۰۴    |
| ۲۲۳۸۴۸ | 2004 TA199  | ۷ اکتبر ۲۰۰۴    |
| ۲۲۳۸۴۹ | 2004 TT202  | ۷ اکتبر ۲۰۰۴    |
| ۲۲۳۸۵۰ | 2004 TN203  | ۷ اکتبر ۲۰۰۴    |
| ۲۲۳۸۵۱ | 2004 TO203  | ۷ اکتبر ۲۰۰۴    |
| ۲۲۳۸۵۲ | 2004 TH211  | ۸ اکتبر ۲۰۰۴    |
| ۲۲۳۸۵۳ | 2004 TW219  | ۵ اکتبر ۲۰۰۴    |
| ۲۲۳۸۵۴ | 2004 TL239  | ۹ اکتبر ۲۰۰۴    |
| ۲۲۳۸۵۵ | 2004 TR241  | ۱۰ اکتبر ۲۰۰۴   |
| ۲۲۳۸۵۶ | 2004 TS241  | ۱۰ اکتبر ۲۰۰۴   |
| ۲۲۳۸۵۷ | 2004 TE242  | ۱۵ اکتبر ۲۰۰۴   |
| ۲۲۳۸۵۸ | 2004 TK273  | ۹ اکتبر ۲۰۰۴    |
| ۲۲۳۸۵۹ | 2004 TJ275  | ۹ اکتبر ۲۰۰۴    |
| ۲۲۳۸۶۰ | 2004 TP278  | ۹ اکتبر ۲۰۰۴    |
| ۲۲۳۸۶۱ | 2004 TU283  | ۸ اکتبر ۲۰۰۴    |
| ۲۲۳۸۶۲ | 2004 TS285  | ۸ اکتبر ۲۰۰۴    |
| ۲۲۳۸۶۳ | 2004 TU295  | ۱۰ اکتبر ۲۰۰۴   |
| ۲۲۳۸۶۴ | 2004 TH296  | ۱۰ اکتبر ۲۰۰۴   |
| ۲۲۳۸۶۵ | 2004 TE308  | ۱۰ اکتبر ۲۰۰۴   |
| ۲۲۳۸۶۶ | 2004 TU308  | ۱۰ اکتبر ۲۰۰۴   |
| ۲۲۳۸۶۷ | 2004 TQ322  | ۱۱ اکتبر ۲۰۰۴   |
| ۲۲۳۸۶۸ | 2004 TQ327  | ۳ اکتبر ۲۰۰۴    |
| ۲۲۳۸۶۹ | 2004 TJ336  | ۱۰ اکتبر ۲۰۰۴   |
| ۲۲۳۸۷۰ | 2004 TX336  | ۱۱ اکتبر ۲۰۰۴   |
| ۲۲۳۸۷۱ | 2004 TK343  | ۱۴ اکتبر ۲۰۰۴   |
| ۲۲۳۸۷۲ | 2004 TX344  | ۱۵ اکتبر ۲۰۰۴   |
| ۲۲۳۸۷۳ | 2004 TU345  | ۱۴ اکتبر ۲۰۰۴   |
| ۲۲۳۸۷۴ | 2004 TG359  | ۷ اکتبر ۲۰۰۴    |
| ۲۲۳۸۷۵ | 2004 TH366  | ۹ اکتبر ۲۰۰۴    |
| ۲۲۳۸۷۶ | 2004 TT366  | ۹ اکتبر ۲۰۰۴    |
| ۲۲۳۸۷۷ | 2004 TO367  | ۱۵ اکتبر ۲۰۰۴   |
| ۲۲۳۸۷۸ | 2004 UC2    | ۱۸ اکتبر ۲۰۰۴   |
| ۲۲۳۸۷۹ | 2004 UL5    | ۱۸ اکتبر ۲۰۰۴   |
| ۲۲۳۸۸۰ | 2004 UK8    | ۲۱ اکتبر ۲۰۰۴   |
| ۲۲۳۸۸۱ | 2004 UB9    | ۲۳ اکتبر ۲۰۰۴   |
| ۲۲۳۸۸۲ | 2004 UH10   | ۲۱ اکتبر ۲۰۰۴   |
| ۲۲۳۸۸۳ | 2004 VC1    | ۲ نوامبر ۲۰۰۴   |
| ۲۲۳۸۸۴ | 2004 VT4    | ۳ نوامبر ۲۰۰۴   |
| ۲۲۳۸۸۵ | 2004 VL6    | ۳ نوامبر ۲۰۰۴   |
| ۲۲۳۸۸۶ | 2004 VO9    | ۳ نوامبر ۲۰۰۴   |
| ۲۲۳۸۸۷ | 2004 VY9    | ۳ نوامبر ۲۰۰۴   |
| ۲۲۳۸۸۸ | 2004 VA14   | ۴ نوامبر ۲۰۰۴   |
| ۲۲۳۸۸۹ | 2004 VS14   | ۴ نوامبر ۲۰۰۴   |
| ۲۲۳۸۹۰ | 2004 VN16   | ۴ نوامبر ۲۰۰۴   |
| ۲۲۳۸۹۱ | 2004 VN20   | ۴ نوامبر ۲۰۰۴   |
| ۲۲۳۸۹۲ | 2004 VF22   | ۴ نوامبر ۲۰۰۴   |
| ۲۲۳۸۹۳ | 2004 VB23   | ۵ نوامبر ۲۰۰۴   |
| ۲۲۳۸۹۴ | 2004 VJ23   | ۵ نوامبر ۲۰۰۴   |
| ۲۲۳۸۹۵ | 2004 VZ24   | ۴ نوامبر ۲۰۰۴   |
| ۲۲۳۸۹۶ | 2004 VH26   | ۴ نوامبر ۲۰۰۴   |
| ۲۲۳۸۹۷ | 2004 VL27   | ۵ نوامبر ۲۰۰۴   |
| ۲۲۳۸۹۸ | 2004 VX27   | ۵ نوامبر ۲۰۰۴   |
| ۲۲۳۸۹۹ | 2004 VO28   | ۷ نوامبر ۲۰۰۴   |
| ۲۲۳۹۰۰ | 2004 VB32   | ۳ نوامبر ۲۰۰۴   |
| ۲۲۳۹۰۱ | 2004 VM35   | ۳ نوامبر ۲۰۰۴   |
| ۲۲۳۹۰۲ | 2004 VX35   | ۴ نوامبر ۲۰۰۴   |
| ۲۲۳۹۰۳ | 2004 VU44   | ۴ نوامبر ۲۰۰۴   |
| ۲۲۳۹۰۴ | 2004 VK56   | ۴ نوامبر ۲۰۰۴   |
| ۲۲۳۹۰۵ | 2004 VH58   | ۹ نوامبر ۲۰۰۴   |
| ۲۲۳۹۰۶ | 2004 VJ60   | ۹ نوامبر ۲۰۰۴   |
| ۲۲۳۹۰۷ | 2004 VO60   | ۱۰ نوامبر ۲۰۰۴  |
| ۲۲۳۹۰۸ | 2004 VQ60   | ۱۰ نوامبر ۲۰۰۴  |
| ۲۲۳۹۰۹ | 2004 VJ64   | ۱۰ نوامبر ۲۰۰۴  |
| ۲۲۳۹۱۰ | 2004 VN64   | ۶ نوامبر ۲۰۰۴   |
| ۲۲۳۹۱۱ | 2004 VR65   | ۱۴ نوامبر ۲۰۰۴  |
| ۲۲۳۹۱۲ | 2004 VF67   | ۹ نوامبر ۲۰۰۴   |
| ۲۲۳۹۱۳ | 2004 VC73   | ۵ نوامبر ۲۰۰۴   |
| ۲۲۳۹۱۴ | 2004 VH82   | ۷ نوامبر ۲۰۰۴   |
| ۲۲۳۹۱۵ | 2004 VU90   | ۳ نوامبر ۲۰۰۴   |
| ۲۲۳۹۱۶ | 2004 VA91   | ۳ نوامبر ۲۰۰۴   |
| ۲۲۳۹۱۷ | 2004 VT91   | ۳ نوامبر ۲۰۰۴   |
| ۲۲۳۹۱۸ | 2004 VU91   | ۳ نوامبر ۲۰۰۴   |
| ۲۲۳۹۱۹ | 2004 VE94   | ۱۰ نوامبر ۲۰۰۴  |
| ۲۲۳۹۲۰ | 2004 VB111  | ۹ نوامبر ۲۰۰۴   |
| ۲۲۳۹۲۰ | 2004 WJ     | ۱۷ نوامبر ۲۰۰۴  |
| ۲۲۳۹۲۲ | 2004 WA3    | ۱۷ نوامبر ۲۰۰۴  |
| ۲۲۳۹۲۳ | 2004 WL3    | ۱۷ نوامبر ۲۰۰۴  |
| ۲۲۳۹۲۴ | 2004 WR4    | ۱۸ نوامبر ۲۰۰۴  |
| ۲۲۳۹۲۵ | 2004 WS4    | ۱۸ نوامبر ۲۰۰۴  |
| ۲۲۳۹۲۶ | 2004 WL6    | ۱۹ نوامبر ۲۰۰۴  |
| ۲۲۳۹۲۷ | 2004 WP8    | ۱۹ نوامبر ۲۰۰۴  |
| ۲۲۳۹۲۸ | 2004 WM10   | ۱۹ نوامبر ۲۰۰۴  |
| ۲۲۳۹۲۹ | 2004 WP10   | ۱۹ نوامبر ۲۰۰۴  |
| ۲۲۳۹۳۰ | 2004 XM1    | ۱ دسامبر ۲۰۰۴   |
| ۲۲۳۹۳۱ | 2004 XH2    | ۱ دسامبر ۲۰۰۴   |
| ۲۲۳۹۳۲ | 2004 XD5    | ۲ دسامبر ۲۰۰۴   |
| ۲۲۳۹۳۳ | 2004 XJ5    | ۲ دسامبر ۲۰۰۴   |
| ۲۲۳۹۳۴ | 2004 XL5    | ۲ دسامبر ۲۰۰۴   |
| ۲۲۳۹۳۵ | 2004 XV6    | ۲ دسامبر ۲۰۰۴   |
| ۲۲۳۹۳۶ | 2004 XT7    | ۲ دسامبر ۲۰۰۴   |
| ۲۲۳۹۳۷ | 2004 XM10   | ۲ دسامبر ۲۰۰۴   |
| ۲۲۳۹۳۸ | 2004 XV13   | ۹ دسامبر ۲۰۰۴   |
| ۲۲۳۹۳۹ | 2004 XG18   | ۸ دسامبر ۲۰۰۴   |
| ۲۲۳۹۴۰ | 2004 XX21   | ۸ دسامبر ۲۰۰۴   |
| ۲۲۳۹۴۱ | 2004 XJ24   | ۹ دسامبر ۲۰۰۴   |
| ۲۲۳۹۴۲ | 2004 XG26   | ۹ دسامبر ۲۰۰۴   |
| ۲۲۳۹۴۳ | 2004 XW26   | ۱۰ دسامبر ۲۰۰۴  |
| ۲۲۳۹۴۴ | 2004 XE27   | ۱۰ دسامبر ۲۰۰۴  |
| ۲۲۳۹۴۵ | 2004 XQ31   | ۹ دسامبر ۲۰۰۴   |
| ۲۲۳۹۴۶ | 2004 XX33   | ۱۱ دسامبر ۲۰۰۴  |
| ۲۲۳۹۴۷ | 2004 XB34   | ۱۱ دسامبر ۲۰۰۴  |
| ۲۲۳۹۴۸ | 2004 XC34   | ۱۱ دسامبر ۲۰۰۴  |
| ۲۲۳۹۴۹ | 2004 XG34   | ۱۱ دسامبر ۲۰۰۴  |
| ۲۲۳۹۵۰ | 2004 XY35   | ۹ دسامبر ۲۰۰۴   |
| ۲۲۳۹۵۱ | 2004 XG38   | ۷ دسامبر ۲۰۰۴   |
| ۲۲۳۹۵۲ | 2004 XC49   | ۱۱ دسامبر ۲۰۰۴  |
| ۲۲۳۹۵۳ | 2004 XC52   | ۱۲ دسامبر ۲۰۰۴  |
| ۲۲۳۹۵۴ | 2004 XK71   | ۱۲ دسامبر ۲۰۰۴  |
| ۲۲۳۹۵۵ | 2004 XL73   | ۱۰ دسامبر ۲۰۰۴  |
| ۲۲۳۹۵۶ | 2004 XC74   | ۸ دسامبر ۲۰۰۴   |
| ۲۲۳۹۵۷ | 2004 XO74   | ۸ دسامبر ۲۰۰۴   |
| ۲۲۳۹۵۸ | 2004 XV76   | ۱۰ دسامبر ۲۰۰۴  |
| ۲۲۳۹۵۹ | 2004 XE77   | ۱۰ دسامبر ۲۰۰۴  |
| ۲۲۳۹۶۰ | 2004 XO79   | ۱۰ دسامبر ۲۰۰۴  |
| ۲۲۳۹۶۱ | 2004 XG82   | ۱۱ دسامبر ۲۰۰۴  |
| ۲۲۳۹۶۲ | 2004 XN83   | ۱۱ دسامبر ۲۰۰۴  |
| ۲۲۳۹۶۳ | 2004 XD87   | ۹ دسامبر ۲۰۰۴   |
| ۲۲۳۹۶۴ | 2004 XH93   | ۱۱ دسامبر ۲۰۰۴  |
| ۲۲۳۹۶۵ | 2004 XY102  | ۱۴ دسامبر ۲۰۰۴  |
| ۲۲۳۹۶۶ | 2004 XR108  | ۱۱ دسامبر ۲۰۰۴  |
| ۲۲۳۹۶۷ | 2004 XF110  | ۱۴ دسامبر ۲۰۰۴  |
| ۲۲۳۹۶۸ | 2004 XQ122  | ۹ دسامبر ۲۰۰۴   |
| ۲۲۳۹۶۹ | 2004 XS125  | ۱۱ دسامبر ۲۰۰۴  |
| ۲۲۳۹۷۰ | 2004 XR127  | ۱۴ دسامبر ۲۰۰۴  |
| ۲۲۳۹۷۱ | 2004 XB129  | ۱۴ دسامبر ۲۰۰۴  |
| ۲۲۳۹۷۲ | 2004 XF142  | ۲ دسامبر ۲۰۰۴   |
| ۲۲۳۹۷۳ | 2004 XN165  | ۲ دسامبر ۲۰۰۴   |
| ۲۲۳۹۷۴ | 2004 XF174  | ۱۰ دسامبر ۲۰۰۴  |
| ۲۲۳۹۷۵ | 2004 XL179  | ۱۴ دسامبر ۲۰۰۴  |
| ۲۲۳۹۷۶ | 2004 XS181  | ۱۵ دسامبر ۲۰۰۴  |
| ۲۲۳۹۷۷ | 2004 YP3    | ۱۶ دسامبر ۲۰۰۴  |
| ۲۲۳۹۷۸ | 2004 YA10   | ۱۸ دسامبر ۲۰۰۴  |
| ۲۲۳۹۷۹ | 2004 YR14   | ۱۸ دسامبر ۲۰۰۴  |
| ۲۲۳۹۸۰ | 2004 YM25   | ۱۸ دسامبر ۲۰۰۴  |
| ۲۲۳۹۸۱ | 2004 YM32   | ۲۲ دسامبر ۲۰۰۴  |
| ۲۲۳۹۸۲ | 2005 AC1    | ۱ ژانویه ۲۰۰۵   |
| ۲۲۳۹۸۳ | 2005 AV15   | ۶ ژانویه ۲۰۰۵   |
| ۲۲۳۹۸۴ | 2005 AE17   | ۶ ژانویه ۲۰۰۵   |
| ۲۲۳۹۸۵ | 2005 AO34   | ۱۳ ژانویه ۲۰۰۵  |
| ۲۲۳۹۸۶ | 2005 AZ39   | ۱۵ ژانویه ۲۰۰۵  |
| ۲۲۳۹۸۷ | 2005 BE1    | ۱۶ ژانویه ۲۰۰۵  |
| ۲۲۳۹۸۸ | 2005 BX1    | ۱۶ ژانویه ۲۰۰۵  |
| ۲۲۳۹۸۹ | 2005 BS29   | ۳۱ ژانویه ۲۰۰۵  |
| ۲۲۳۹۹۰ | 2005 CH24   | ۳ فوریه ۲۰۰۵    |
| ۲۲۳۹۹۱ | 2005 CT48   | ۲ فوریه ۲۰۰۵    |
| ۲۲۳۹۹۲ | 2005 EO31   | ۲ مارس ۲۰۰۵     |
| ۲۲۳۹۹۳ | 2005 EC70   | ۸ مارس ۲۰۰۵     |
| ۲۲۳۹۹۴ | 2005 EA89   | ۸ مارس ۲۰۰۵     |
| ۲۲۳۹۹۵ | 2005 EM140  | ۱۰ مارس ۲۰۰۵    |
| ۲۲۳۹۹۶ | 2005 ER224  | ۸ مارس ۲۰۰۵     |
| ۲۲۳۹۹۷ | 2005 EQ265  | ۱۳ مارس ۲۰۰۵    |
| ۲۲۳۹۹۸ | 2005 EN324  | ۱۱ مارس ۲۰۰۵    |
| ۲۲۳۹۹۹ | 2005 FS5    | ۳۱ مارس ۲۰۰۵    |
| ۲۲۴۰۰۰ | 2005 GX8    | ۱ آوریل ۲۰۰۵    |